# Bratislavský hrad
Bratislavský hrad je soubor staveb v historickém areálu, který zabírá vrchol návrší na jihozápadním ostrohu malokarpatského hřebenu na levém břehu Dunaje v Bratislavě. Hradu dominuje monumentální stavba bývalého královského paláce tvořící neodmyslitelné panorama hlavního města Slovenska. Svojí úlohou v dějinách Velké Moravy, Uherska, Československa a moderního Slovenska představuje Bratislavský hrad významnou památku společensko-historického vývoje v této oblasti.
Bratislavský hrad byl roku 1961 vyhlášen Národní kulturní památkou Slovenské republiky.

## Etymologie názvu
Dnešní jméno hradu a města pod ním vychází z pojmenování, které se v různých podobách uvádělo v historických dokumentech pocházejících z nejčasnějších dob existence zdejšího sídla. První známé pojmenování Brezalauspurch uváděny v Salcburských letopisech pochází z roku 907. V dalších záznamech se jméno měnilo, např. v dokumentu Henri-Manni Augiensis Chronicon z roku 1042 se vzpomíná pojmenování Brezezburg, v tzv. Altaišských análech z r. 1052 Preslavvaspurch, v roce 1108 Bresburg, z čehož vzniklo dnešní německé pojmenování Pressburg.
Všechny tyto názvy mají svůj původ v osobním jménem slovanského zakladatele nebo majitele hradiště na vyvýšenině nad Dunajem. Podle některých badatelů toto jméno bylo Braslav, resp. Preslav. Ve velkomoravském období se setkáváme se dvěma nositeli tohoto jména. Prvním byl chorvatský kníže, Kocelův nástupce v Blatenském knížectví, druhým jistý poutník zapsán v tzv. Evangeliarum Cividalense. Jelikož první zmiňovaný spravoval pouze dolní Panonii, do které Bratislava nepatřila, v úvahu připadá druhý jmenovaný. Předpokládá se, že mohl být členem významné slovanské (slovanské) velmožské rodiny, a jako takovému mu mohl patřit hrad, tj. Breslavgrad, Breslavov hrad.
Německý historik Aventinus uvádí pojmenování Wratisslaburgium, podle jistého Vratislava, který dal hrad opravit v roce 805. Kořenový základ tohoto pojmenování, z něhož vycházelo i označení nápisem RESLAVA CIV na mincích, ražených v 11. století, předznamenává dnešní název města.
Jiné pojmenování se objevilo o století později. Castrum Bosan, někde jako Bassan nebo Possen, později změněno na Posoni, Posonium, dalo zřejmě vzniknout maďarské formě jména Pozsony.
Současný název se ujal až před polovinou 19. století zásluhou štúrovců.

## Stavební dějiny
Hradiště nad dunajským brodem, později hrad na křižovatce důležitých obchodních cest, podhradí a město jsou svědky tohoto, již od starověku významného místa v prostoru vyústění Karpatsko-alpské brány.

### Nejstarší osídlení

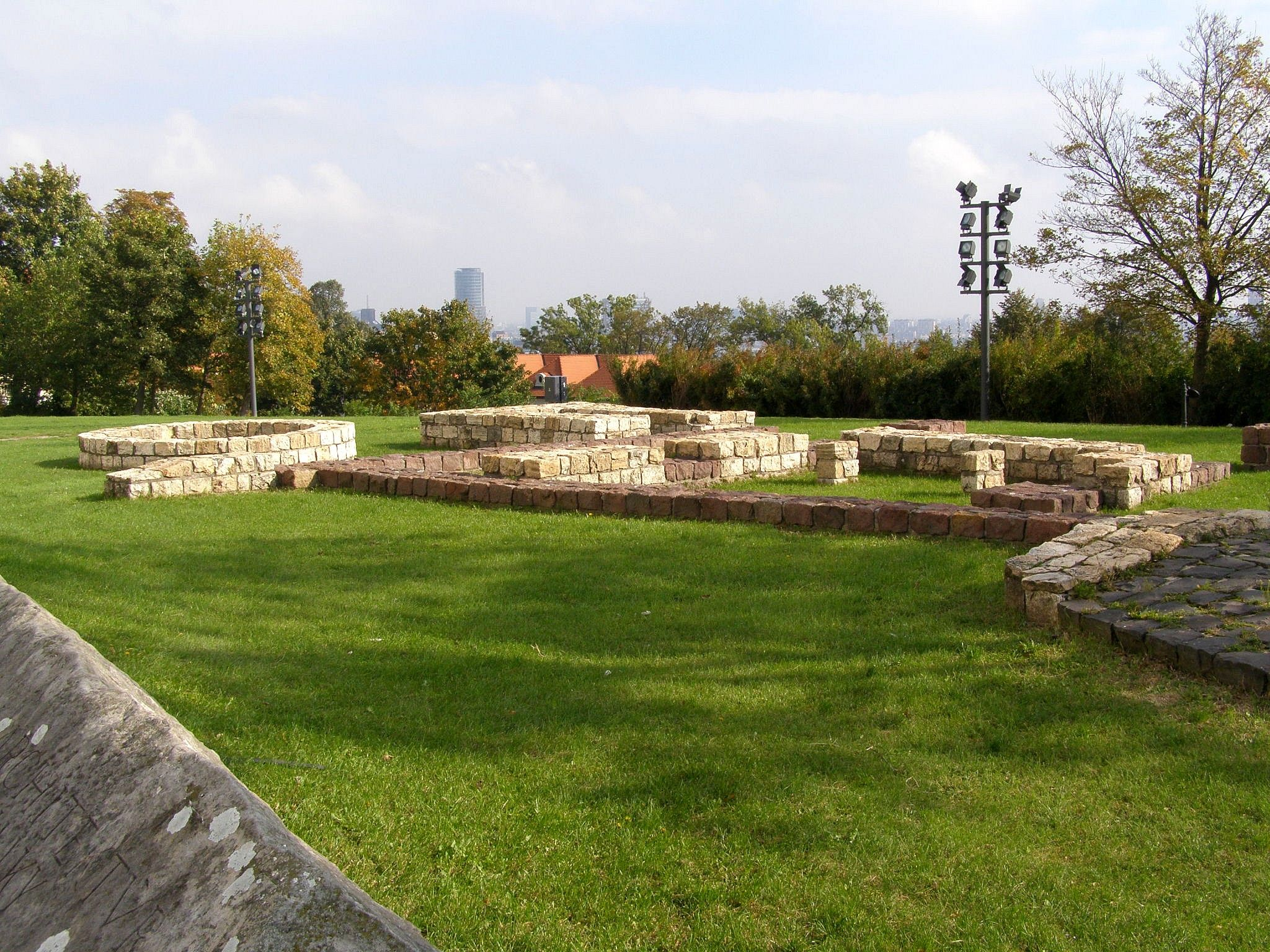
Rekonstrukce základů velkomoravských staveb z 9. až 12. století

Výšinná akropole byla odnepaměti strategicky významným místem, čehož důkazem jsou stopy jejího nejstaršího osídlení staré 4 500 let, pocházející z období eneolitu (bolerázská skupina). Přestože se zde předpokládá existence opevněného sídliště, přímé důkazy o jeho opevnění se nepodařilo doložit.
Méně intenzivní bylo osídlení v halštatské době (kalenderberská kultura), které se podle dosavadních zjištění rozprostíralo ve východní části vrchu, ale jeho rozsah přesně neznáme. Podařilo se identifikovat stopy příbytků se základy zahloubenými do skalního podloží (tzv. zemnic). Je pravděpodobné, že již v tomto období byl hradní kopec akropolí rozsáhlého sídlištního útvaru.
Další nárůst osídlování nastal v laténské době v době rozkvětu keltské civilizace, jejímž pozůstatkem jsou stopy důležitého oppida na území dnešního města. Dokladem toho jsou nálezy laténských objektů, jakož i kolekce keltských mincí typu Biatec.
Při výzkumných pracích v letech 1965–1966 se při prohledávání základů zaniklých sakrálních staveb z 9. a 11. století na východní terase hradu objevil poměrně početný stavební materiál pocházející z římských dob –⁠ opracované kameny, fragmenty nápisů a zbytky cihel označených kolky XIV. římské legie. Množství tohoto materiálu se sekundárně použilo při výstavbě pozdějších objektů.
Uvedené nálezy dokazují přítomnost římského etnika na hradní akropoli v období 2.–⁠3. století. Vycházeje z historických daností není pochyb o významu hradní vyvýšeniny a jejím využití v římské době. Je jisté, že to bylo ze strategického hlediska výjimečné místo a pro umístění vojenské posádky (původní stavby byly pravděpodobně součástí vojenské stanice) mělo nesmírný význam, zejména v období římsko-germánských vojenských kontaktů (např. markomanských válek).

### Slovanské hradiště
Přelom 5. a 6. století znamenal začátek slovanského osidlování této lokality. První obyvatelé nejdříve obsadili místa, na nichž se výrazně rýsovaly pozůstatky starších obydlí a opevnění. Akropoli hradního vrchu jakož i nedaleko ležící vrch hradní skály nad dnešním Devínem zajistili soustavami opevněných sídlišť. Ze zpráv vojenského charakteru se dozvídáme o pojmenování obou soustav -Dowina a Brezalauspurch. Poloha sídliště na bratislavském hradním vrchu kontrolujícího křižující se obchodní cesty a dunajský brod byla velmi výhodná. Lze říci, že od první poloviny 9. století zde existovalo dobře opevněné středisko se srubovými obydlími, palácem (šlo o dvouprostorový objekt postavený na vrcholové plošině areálu hradiště), předrománskou trojlodní bazilikou, hřbitovem, jakož i s hospodářskými objekty. Opevnění, ještě dřevozemní (doložená šířka hradby 4,5 m, výška 1,6–2 m), vymezovalo území o rozměrech asi 300×200 metrů a s několika nezbytnými úpravami vydrželo v této podobě až do konce 14. století, kdy ho nahradily kamenné gotické hradby.

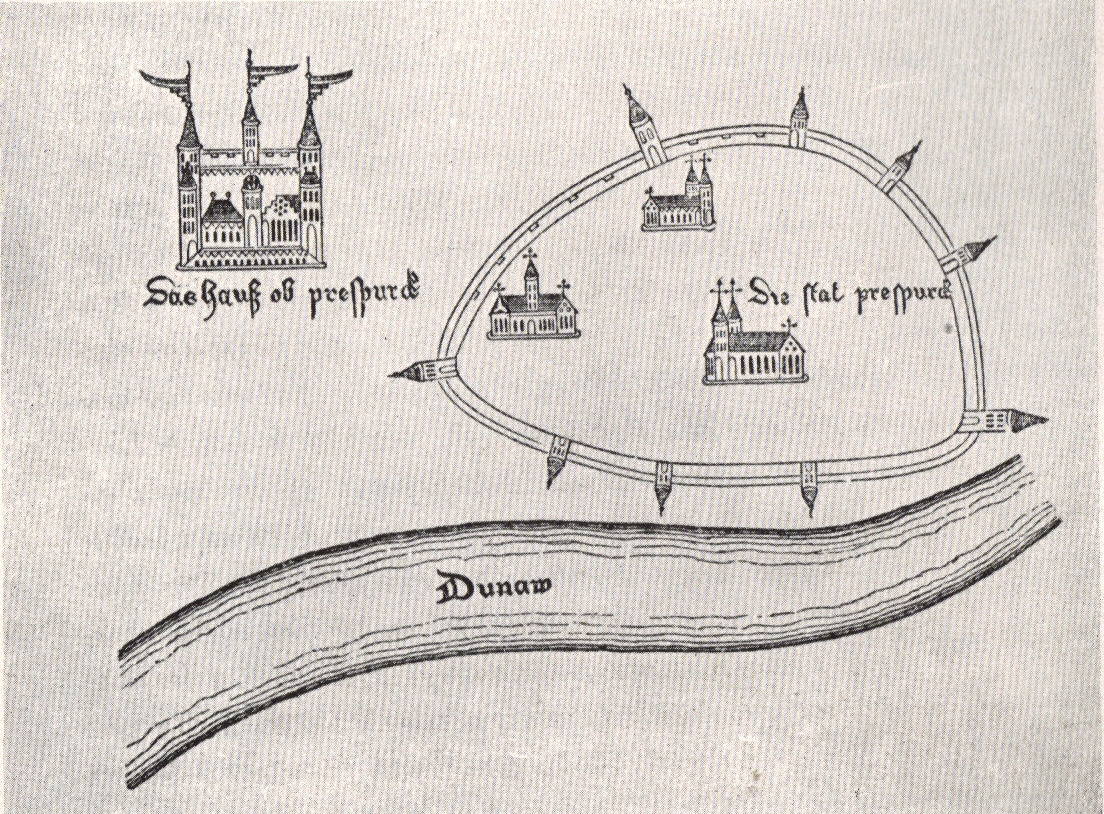
Opevnění Bratislavy na okraji tzv. albertinského plánu Vídně z let 1438–1455

Výsledky archeologického průzkumu s četnými doklady vyspělé velkomoravské materiální kultury (knoflíky, ozdoby, keramika) svědčí o tom, že toto slovanské hradiště svou architekturou a funkcí převyšovalo charakter pohraniční pevnosti.
K nesporně nejvýznamnějším nálezům z velkomoravského období patří zbytky církevní stavby z 9. století na východní terase hradu. Že šlo o sakrální stavbu dokládá její samotná dispozice; východní orientace a pohřebiště, které se v její blízkosti nacházelo.
Na základě uvedených nálezů můžeme Bratislavský hrad v 9. století považovat za významnou velkomoravskou pevnost –⁠ církevní i světské centrum širšího území. Sídlila v něm knížecí družina i církevní hodnostář. Významné postavení hradiště se odráží i v tom, že jeho název Brezalauspurch se objevil v tzv. Salcburských letopisech z roku 907 v souvislosti s bitvou 4. července 907, v níž došlo k porážce bavorských vojsk starými Maďary. Už předtím však zanikla původní funkce hradiště v rámci správní struktury Velké Moravy. Významné postavení získal hrad opět v 11. století, kdy se stal komitátním hradem a sídlem královské rodiny.

### V období středověku
Na slovanské osídlení hradního vrchu navázalo hradiště za vlády prvního uherského krále Štěpána I., když se existující hrad stal součástí linie opevnění, chránících hranice mladého státu. Již v tomto období se musel nejednou bránit před útoky nepřátel, což se odrazilo na stavu budov. V letech 1073–1074 za vlády krále Šalamouna prošlo rekonstrukcí opevnění –⁠ zejména západního úseku. Na nádvoří paláce přibyla cisterna.
Do počátku 11. století lze datovat vznik trojlodního kostela nejsvětějšího Spasitele (Salvátora), postaveného částečně na základech velkomoravské baziliky, a s ním sousedícího pohřebiště na východním okraji výšiny. Kostel s velkou obdélníkovou svatyní byl do té doby největší sakrální stavbou postavenou na území dnešního Slovenska. O jeho existenci se dochoval historický záznam v tzv. Kolomanových dekretech z období kolem roku 1100. Později byla přistavěna k východní části kostela budova proboštství Bratislavské kapituly. Převorství bylo z pohledu církevní organizace jistě velmi významné, protože plnilo funkci tzv. Hodnověrného místa, kde přepisovali, vydávali a ověřovali právoplatné listiny.
Kromě toho se areál hradu ve 12. století obohatil o další palác postavený v románském slohu. Předpokládá se, že byl jednopatrový. Komplex budov se v takové podobě zachoval do počátku 13. století.

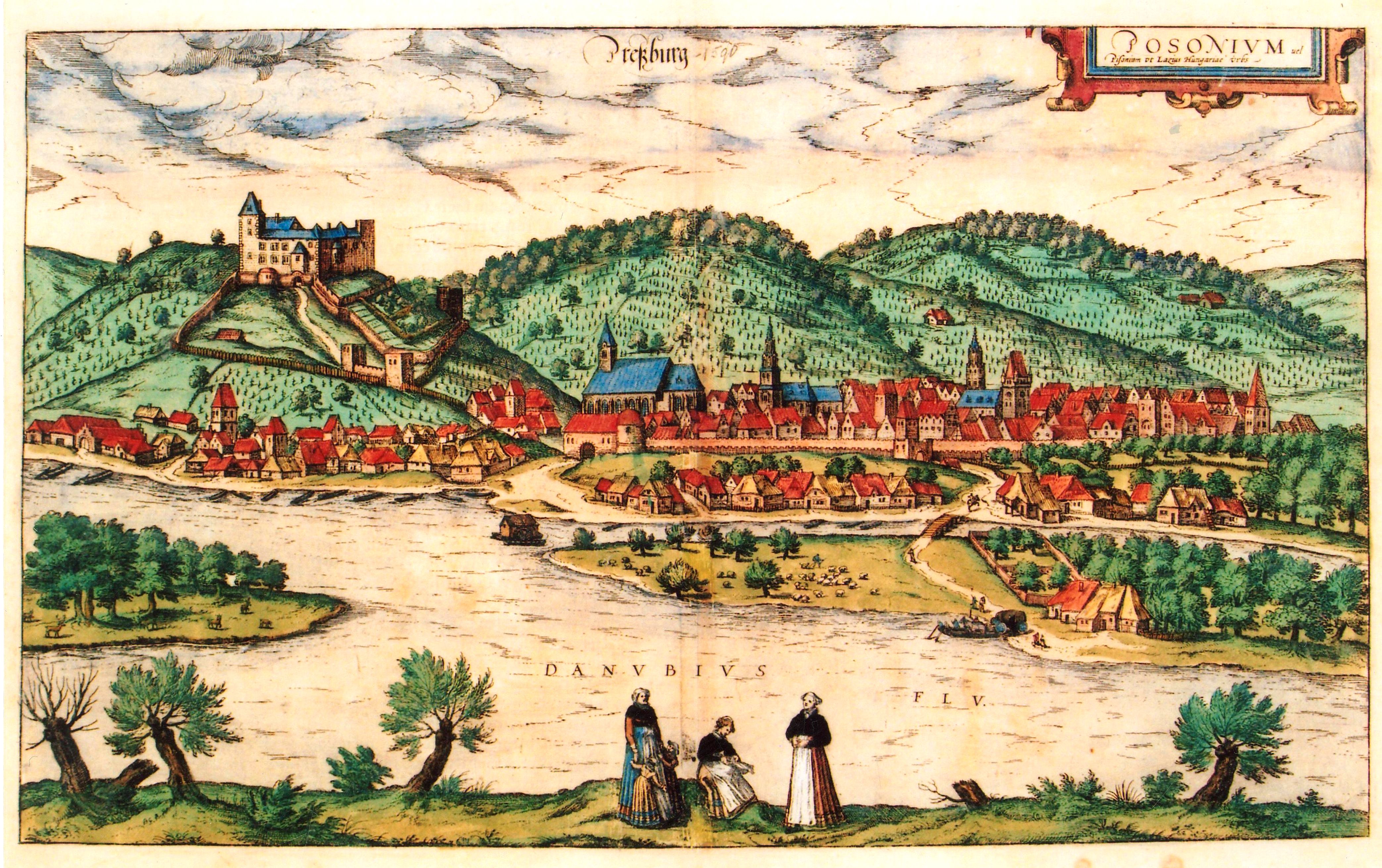
Pohled na Bratislavu s hradem na vyobrazení z roku 1593 od F. Hogenberga

Existence kostela v areálu hradu však způsobovala problémy při zajištění jeho bezpečnosti. Navzdory existenci kaple v podhradí měšťané navštěvovali bohoslužby na hradě, kde sídlila kapitula i převorství. Když už návštěvy začaly být neúnosné a ohrožovaly bezpečnost hradního sídla, požádal král Emerich v roce 1204 papeže Inocence III. o souhlas s přestěhováním proboštství do podhradí. Po proboštství se v roce 1221, na základě souhlasu papeže Honoria III., přestěhoval do podhradí i kostel. Tím se prakticky skončil církevní život na hradě a kostel i s hřbitovem zanikly.
Nový impuls stavební činnosti přinesla druhá polovina 13. století. Období tatarských nájezdů poukázalo na nutnost zabezpečení účinnější obrany území země. Přestože hrad nájezdům Tatarů v roce 1241 odolal, král Béla IV. po jejich odchodu podporoval šlechtu v budování nových pevností a zdokonalení opevnění existujícího. V roce 1245 vznikla na hradě nová obranná věž. Šlo o třípodlažní stavbu v interiéru členěnou dřevěnou konstrukcí. Z obranného hlediska ještě významnější stavbou se stala nárožní pětipodlažní věž nového zděného opevnění hradní akropole, na základech níž v první polovině 15. století vyrostla dnešní tzv. Korunní věž. Nová podoba hradu přetrvala až do počátku 14. století.
Opevnění hradu doplnila i tzv. Vodní věž na jeho úpatí, která se poprvé vzpomíná v listině krále Bély IV. z roku 1254.

### Přestavba za Zikmunda Lucemburského
V březnu roku 1387 nastoupil na uherský trůn Zikmund Lucemburský, během jehož vlády začala významná etapa stavebního vývoje Bratislavského hradu. Z důvodu narůstajícího husitského ohrožení jako jeden z prvních kroků přikázal Zikmund zlepšit obranu na uhersko-moravských hranicích. Příkaz se týkal několika staveb v pohraničí a přímo i Bratislavského hradu a města pod ním. Bratislavský župan Štefan Rozgoň dal na severozápadní straně v intencích soudobých opevňovacích prací odstranit zemní valové opevnění a nahradit jej kamenným. Jeho obranyschopnost dal ještě posílit výstavbou vysunutých dělových bašt.
Jedním z významných Zikmundových vnitropolitických rozhodnutí bylo ustanovení Bratislavy jako nového sídla země. Po původně velkolepě budované královské rezidenci v Budíně se Zikmundův zájem ve dvacátých letech 15. století zaměřil na Bratislavu. Zřejmou příčinou bylo získání koruny římskoněmeckého císaře v roce 1410 a výhodnější poloha Bratislavy z hlediska dostupnosti k říši. Potřeba reprezentativnějšího sídla tak měla přímý dopad na stavební činnost na hradě.

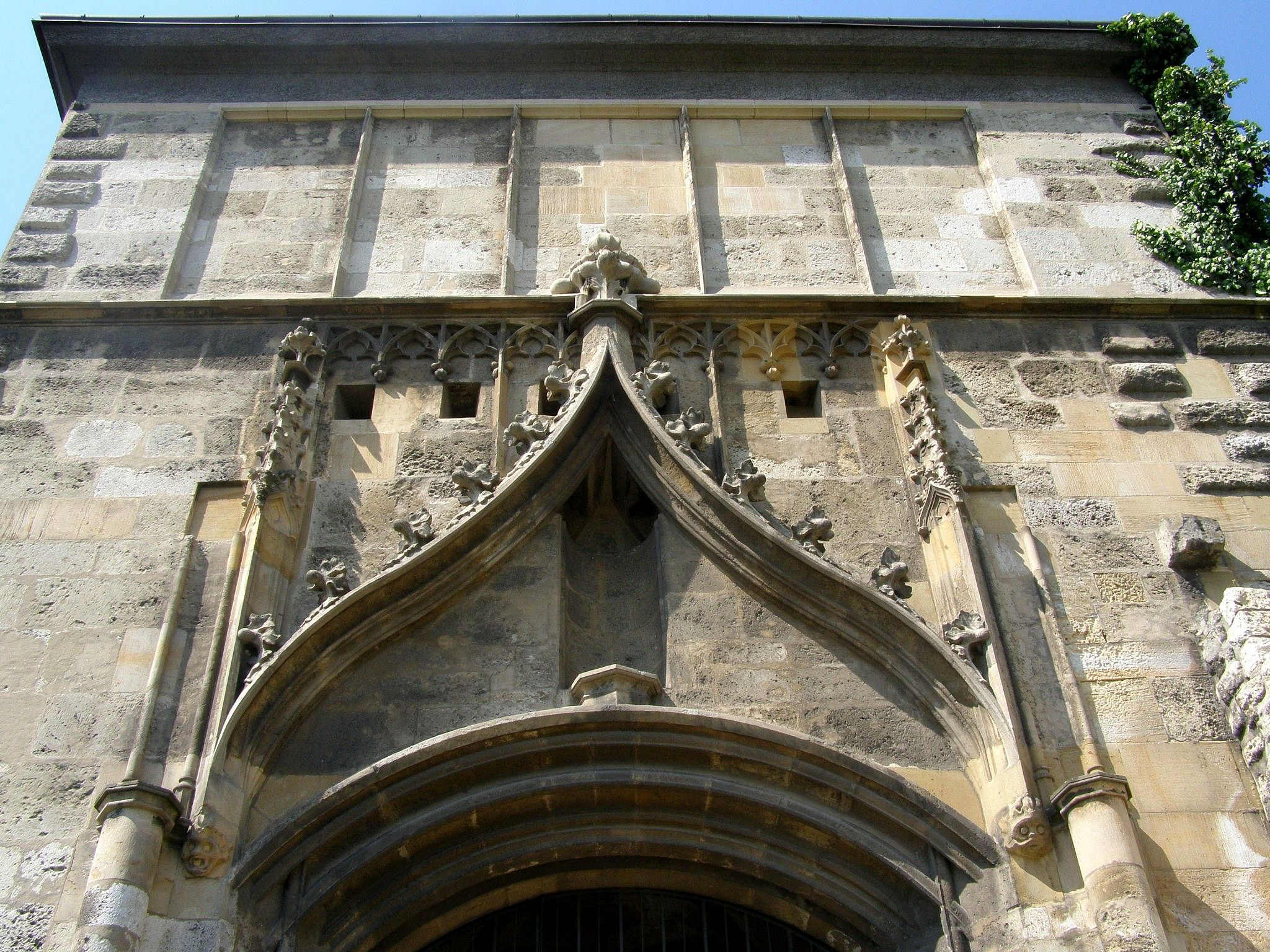
Zikmundova brána pochází z doby přestavby hradu v první polovině 15. století. Je krásným příkladem gotického stavebního slohu.

Důsledkem přímého Zikmundova zájmu o Bratislavu jako o důležitý opěrný bod byla po roce 1423 přestavba hradu ve formě pravidelného čtyřhranného kastelu a rozsáhlé opevňovací práce na hradní akropoli. Do roku 1431 se klade začátek výstavby hradního paláce. Realizace výstavby si vyžádala velké finanční náklady a tak byla vícero královským městům vyměřena daň na stavbu. Královým záměrem bylo postavení paláce, který měl překonat dosavadní stavby nejen svou rozlohou, ale i velkolepostí a současně měl vytvořit optimální architektonickou dispozici hradu. Jeho představy měli naplnit kameničtí mistři povolaní z blízkého okolí (Budín, Bratislava), ale i ze vzdálenějších zemí –⁠ z Francie, Čech a Bavorska. Z výtvarných poznatků právě bavorských stavebních mistrů vycházel vedoucí stavebních prací Konrád z Erlingu. O významu, který přestavbě hradu král věnoval svědčí mimo jiné i počet dělníků pracujících na stavbě –⁠ podle dochovaných listin jejich denní počet dosahoval 220–240.
Do dnešních dob se však z prací realizovaných za Zikmundovy vlády zachovala v původní podobě pouze její malá část –⁠ reprezentační východní vstupní věž do hradu, až do 19. století nesprávně označována jako Korvínova brána. Zikmundova brána si zachovala významné slohové prvky gotiky –⁠ portál s výrazným segmentovým obloukem, žebrování klenby brány se svorníky, okrajové fiály i četné architektonické detaily.
Z hlediska typologie hradních staveb představuje Zikmundova přestavba Bratislavského hradu unikátní přechod mezi staršími neopevněnými stavbami se samostatným vnitřním nádvořím a navazujícími opevněnými renesančními zámečky. Je jedním z posledních ohlasů doznívajícího gotického stavebního slohu. Současně tato přestavba položila základ pro pozdější charakteristickou podobu hradu.
Plány na rozsáhlou přestavbu hradu však Zikmundovou smrtí v roce 1437 ztroskotaly. V chaotickém období následujícím po jeho skonu neměl nikdo zájem hrad dokončit ani z něj vytvořit stálou rezidenci. Zikmundův nástupce Albrecht II. zemřel o dva roky nato a Albrechtův syn Ladislav Pohrobek se dožil pouze sedmnácti let. Stavební činnost nového panovníka Matyáše Korvína, který vyšel vítězně z bojů o uherský trůn, se zaměřila především na výstavbu královské rezidence v Budíně a přestavbu sídla ve Visegrádu. Mohutně budovaný Bratislavský hrad tak ztratil na delší dobu své opodstatnění. Na nový stavební impuls si musel počkat až do padesátých let 16. století.

### Renesanční přestavba
Renesanční přestavba v druhé polovině 16. století zasáhla do stávající stavby zejména z hlediska funkčních úprav hradních prostor. Především se tyto úpravy dotkly stavby královského paláce.
Po obsazení Budína po uherské porážce u Moháče v srpnu roku 1526 se královským, ale i zemským sídlem stala Bratislava a Bratislavský hrad se stal hlavním královským hradem Uherska. Sem se stěhoval královský dvůr, jemuž stávající prostory nevyhovovaly.

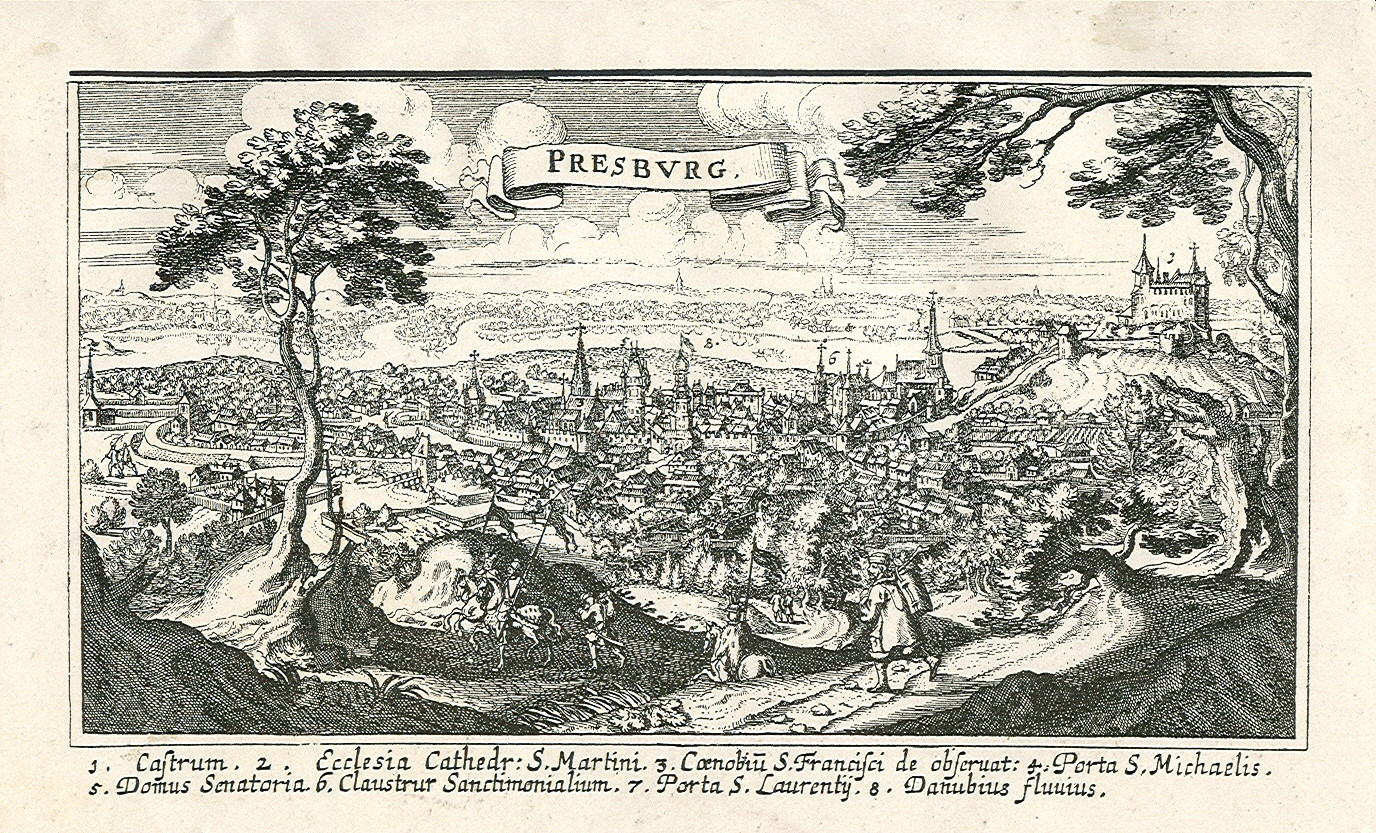
Pohled na město a hrad (vpravo) ze severu na rytině ze 17. století.

V době nástupu nového panovníka Ferdinanda I. byl hrad značně zchátralý a zastaralý. Proto se rozhodl tuto středověkou pevnost důsledně přestavět a modernizovat, k čemuž získal v roce 1552 souhlas zemského sněmu.
Práce vedl císařův dvorní architekt Pietro Ferrabosco, který se ujal přestavět gotickou stavbu a dát jí moderní renesanční vzhled. Po deseti letech práce byla přestavba v roce 1562 ukončena; o rok nato byl hrad připraven přijmout účastníky významné události –⁠ korunovace Maxmiliána II. za uherského krále.
Vzhledem k významu, který Bratislava v druhé polovině 16. století dosáhla, bylo v roce 1608 uherským sněmem rozhodnuto o trvalém uložení korunovačních klenotů v Korunní věži královského paláce.

### Barokní přestavba
Nový stavební impuls přinesla třicátá léta 17. století. Hrad byl již roky předtím v tak špatném stavu, že při své korunovaci Ferdinand II. odmítl bydlet za jeho zdmi.
Přestavba začala v roce 1635 podle plánů, které vypracoval vídeňský dvorní architekt Giovanni Battista Carlone. Realizátorem stavebních prací byl stavitel Giovanni Albertallo (dobové záznamy zachovaly i jména stavebních mistrů –⁠ kameníků Antona Schmidta z Prešpurku a Italů G. Petrucciho a P. Marna, tesařské práce vykonával Simon Fraunhofer z Vídně). Po účelové adaptaci hradního paláce se přistoupilo i k některým stavebním úpravám hradního areálu. Jednou z prvních úprav bylo vybudování nové přístupové cesty –⁠ dnešní Zámecké ulice (původně nesla název Neugasse am Schlossberg).

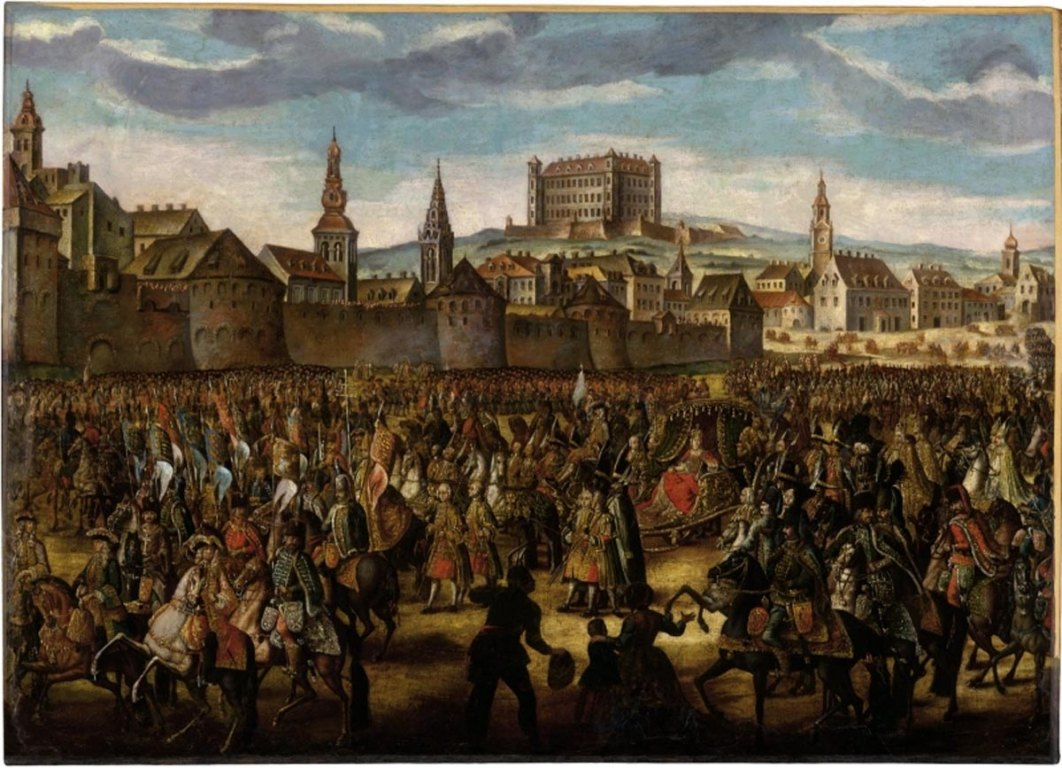
Johann Daniel Herz, Korunovační průvod Marie Terezie v roce 1741, kolorovaná mědirytina, Galerie města Bratislavy. I když identifikovat jednotlivé stavby za městskými hradbami je téměř nemožné, hradní palác je nezpochybnitelný.

Celkově se stavební práce protáhly na čtrnáct let. Obecně však lze říci, že kromě paláce se v areálu hradu zachovalo jen málo dokladů stavební činnosti ze 16. a 17. století a o úpravách, v interiérech s mnoha nádhernými freskami, se dozvídáme už jen ze soudobých popisů. Hradby zůstaly gotické, většinou kamenné, zčásti doplněny dřevěnou palisádou. Z gotických pozůstatků souvisejících s obrannou funkcí hradu zůstala sedm metrů silná západní zeď paláce, s komorami pro střelce v prvním patře. Hradní posádka sídlila v severozápadní části areálu, kde byly postaveny dřevěné domky. Ostatní stavby byly zanedbané a zpustlé (mj. Zikmundova východní brána byla bez střechy a část její hradby se zhroutila).
V 17. století zásadní modernizací prošlo opevnění. Důvodem bylo nové turecké tažení v roce 1663, kdy se Turci vydali směrem do Horních Uher a Bratislava byla jimi přímo ohrožena. Opevňovací práce na hradě i ve městě, podle nejmodernějších principů pevnostního stavitelství, vedl vojenský stavební inženýr Jozef Priami, člen vídeňské Dvorní vojenské rady.

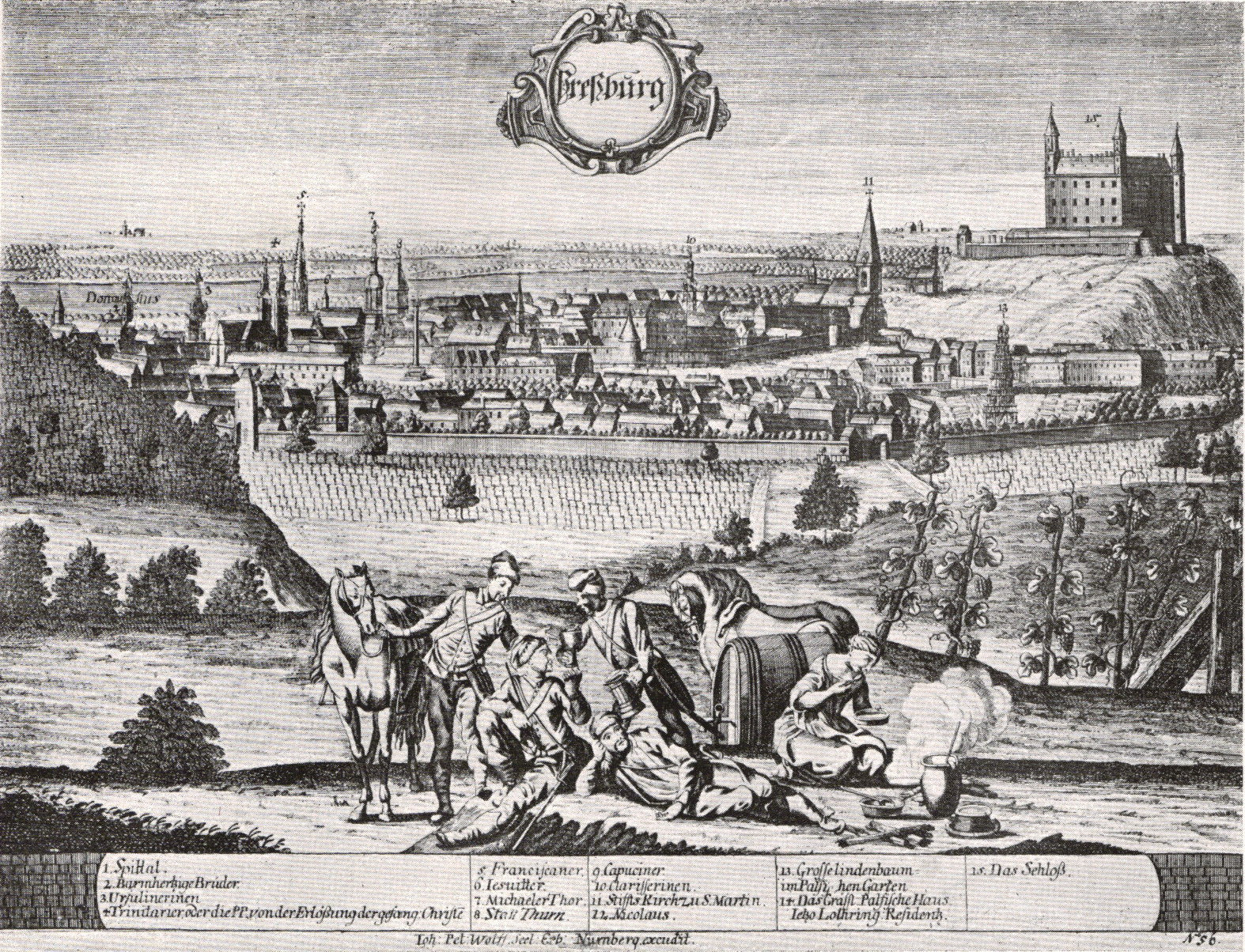
Barokní Prešpurk, vpravo hrad, 30. léta 18. století

Nejprve proběhla výstavba plošiny a rondelů před palácem, následně se zcela přestavěla jihozápadní část opevnění na hrotité dělové bastiony s novým vstupem do paláce dokončeným až v roce 1674. Z téhož roku pochází i nově vybudovaná brána hradního opevnění, tzv. Leopoldova. To však již byla poslední poplatnost tureckému nebezpečí, které pominulo s neúspěšným obléháním Vídně v roce 1683.
I když se Priamiho projekt neuskutečnil v plném rozsahu (původní projekt počítal s kompletním opevněním města a v jeho rámci samostatným opevněním hradu ve tvaru osmicípé hvězdy), přece jej lze hodnotit jako velmi ambiciózní a na svou dobu velkolepý plán.
Za vlády Karla III. hrad opět prošel přestavbou. V roce 1712 byl zasypán vodní příkop, obklopující hrad. Změny nastaly i v západním předhradí, kde v témže roce u příležitosti Karlovy korunovace za uherského krále postavili Karlovu bránu (později přejmenovanou na Vídeňskou). Dobové záznamy vážící se k průběhu výstavby nejen samotné brány ale i dalších objektů však chybí. Víme jen, že v roce 1714 při severní straně vnějšího opevnění postavili novou patrovou budovu určenou pro vojenskou posádku střežící korunovační klenoty.

### Tereziánská přestavba
Své nejskvělejší architektonické období zažil hrad za vlády Marie Terezie. Panovnice se zdržovala na hradě často a někdy i velmi dlouho. Zde v září 1741 apelovala na vlasteneckou obětavost uherských národů a zde zazněla památná slova věrných poddaných, zapálených úzkostnou prosbou královny – „Vitam et sanguine pro regina nostra“ („Život a krev za naši královnu“). Současně při korunovaci slíbila uherským stavům, že jako jejich panovnice bude příležitostně sídlit i v Bratislavě. To bylo důvodem, proč se začalo uvažovat o přestavbě Bratislavského hradu podle novodobých potřeb komfortu a reprezentace, které se oproti minulosti změnily.

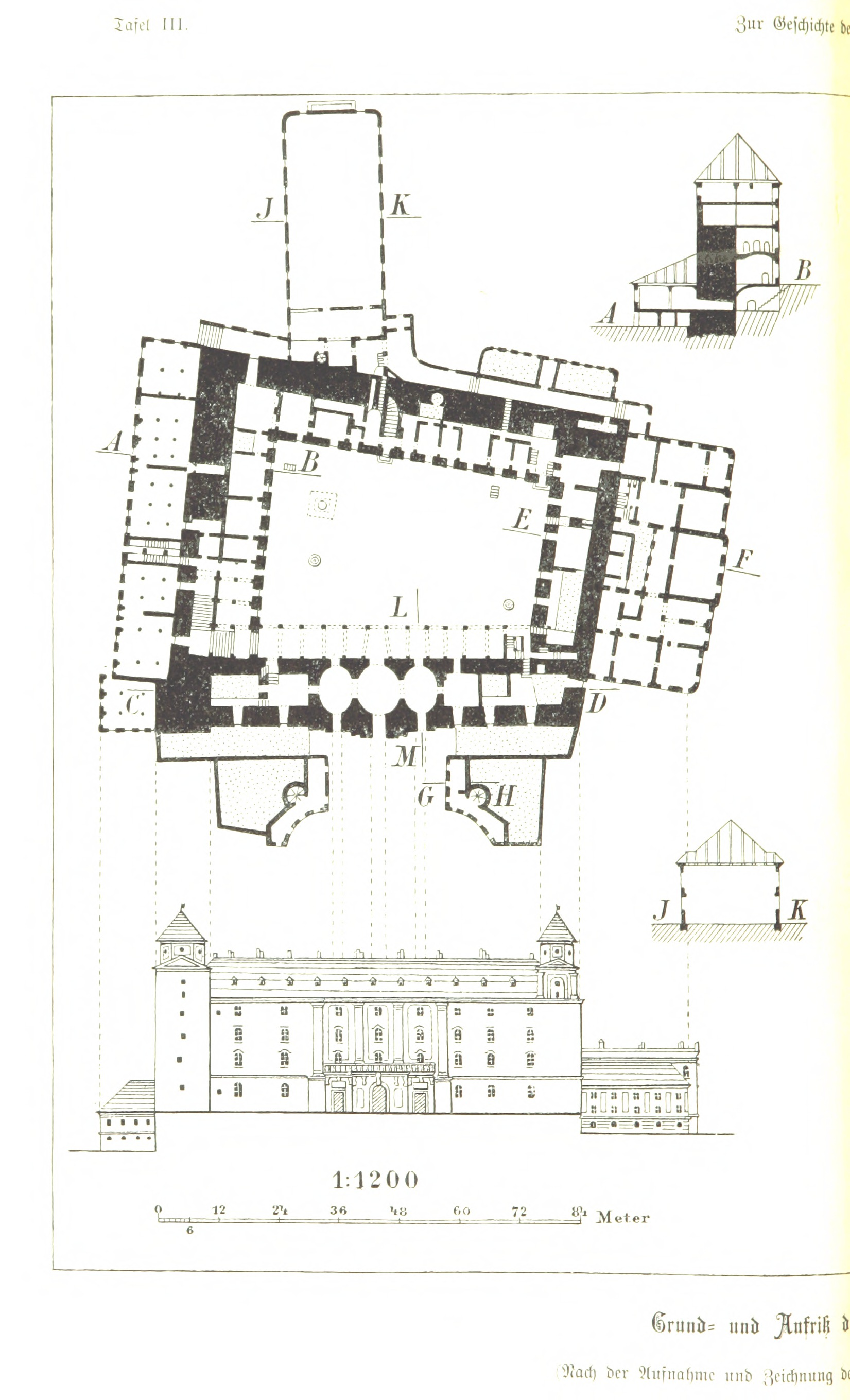
Půdorys hradního paláce, vydáno 1892

Stavební vývoj, kterými procházela šlechtická sídla v období baroka našel odezvu i na přestavbě hradu v Bratislavě. Nové společensko-politické podmínky kladly především důraz na pohodlné a komfortní bydlení a do ústraní potlačovaly fortifikační hlediska. Z tohoto důvodu hlavním záměrem nové panovnice byla přestavba hradního paláce v duchu tehdejších slohových požadavků na pohodlné šlechtické sídlo.
Brzy po nástupu Marie Terezie na trůn však byla panovnice nucena angažovat se v mezinárodních konfliktech (války o rakouské dědictví, sedmiletá válka), které zemi finančně velmi vyčerpávaly. Práce na přestavbě hradu musely počkat. Začaly až v roce 1760.
V zájmu realizace svých představ pověřila Marie Terezie přestavbou hradu významné stavitele své doby. Prvním z nich byl královnin oblíbený architekt Nicolò Pacassi, od roku 1748 hlavní architekt při císařském dvoře. Po něm práce převzal Giovanni Battista Martinelli, ve Vídni žijící Ital. Mnohem významněji se do stavební historie hradu zapsal Franz Anton Hillebrandt, hlavní architekt uherské královské stavební komory, který se ujal prací po Martinelliho smrti v roce 1757. Jeho přínosem byla kromě přestavby samotného paláce i adaptace dvou strážnic na čestném nádvoří a výstavba dvou vítězných bran, což dodalo tomuto prostranství ucelený architektonický výraz. Na strážnících i obou branách byla osazena kamenná sousoší trofejí. Na boční průchod východní vítězné brány navazovalo víceramenné schodiště s přístupem od Zikmundovy brány a tzv. Leopoldova nádvoří.

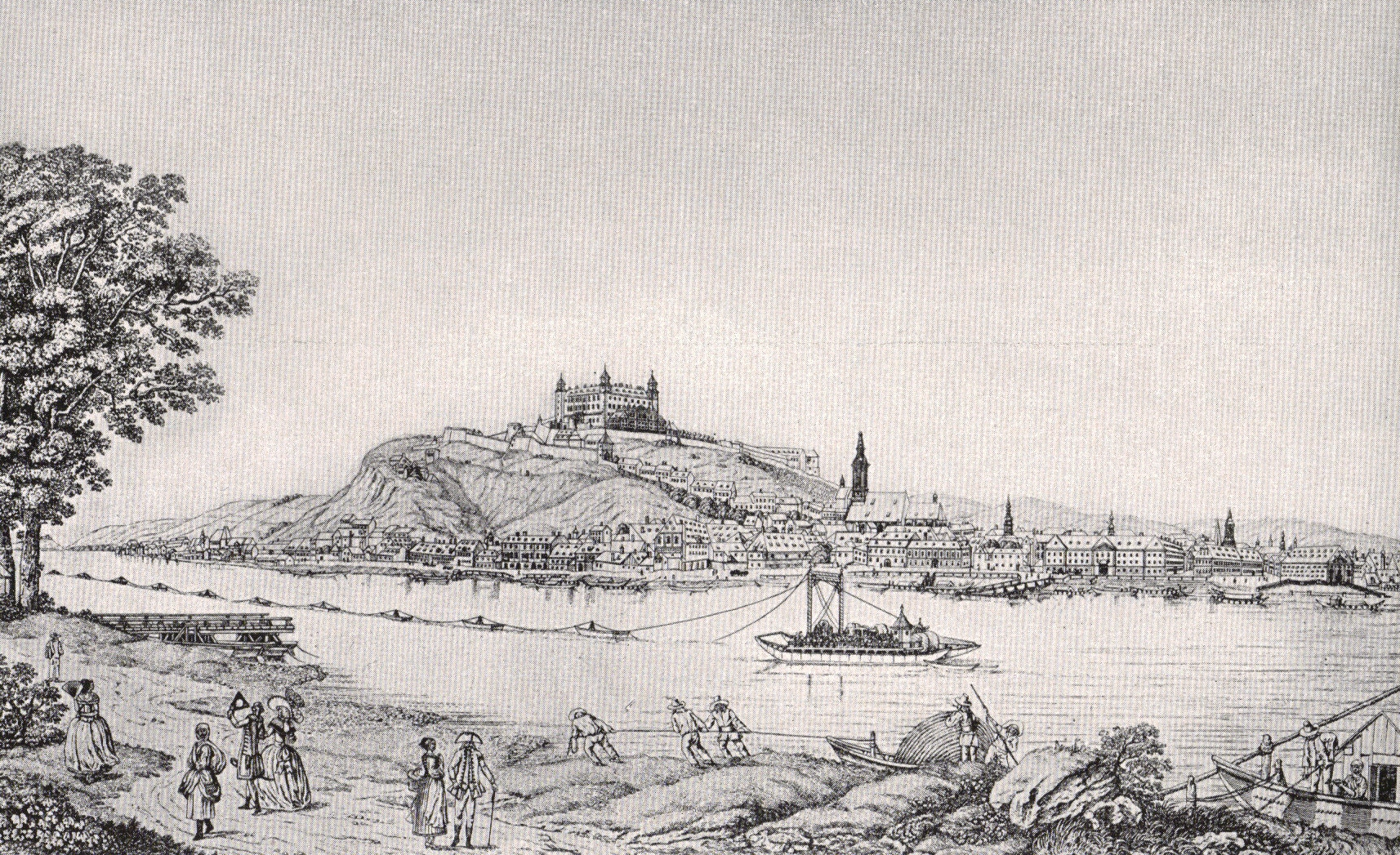
Panorama Prešpurku s hradem po tereziánské přestavbě, 1787

Kromě přestavby paláce a jeho interiérů výrazné změny nastaly v architektonickém řešení hradního areálu. Na západní terase vybudoval Hillebrandt v roce 1764 trojkřídlou jednopatrovou budovu, ve které byly umístěny konírny, prostory pro vozy a byty služebnictva. Při severních a západních hradbách přestavěl prostory hradní posádky. K severní straně paláce byla v roce 1767 přistavěna krytá jízdárna a zimní zahrada se zahradním pavilonem. Salu terrenu zimní zahrady zdobily fresky Franze Antona Maulbertsche a Josef Winterhaldera, malba na stropě zahradního pavilonu -Apolón na Helikónu mezi Múzami- byla dílem rakouského umělce Vincenta Fischera.
Severní hradní terasu obohatila zahrada francouzského typu (po vzoru zahrady ve vídeňském Schönbrunnu). Zahrada byla stupňovitá, jednotlivé terasy byly spojeny schodištěm. Na východní terase vznikla nová zahrada s letohrádkem.
Jedním z vrcholných Hillebrandtových děl na hradě bylo v letech 1767–1768 vybudování obytné palácové přístavby pro nově jmenovaného uherského místodržícího Alberta Sasko-Těšínského při východní fasádě, nazvané zpočátku „nová budova“, dnes známé pod názvem Terezianum.
Významnou stavbou technického charakteru a novinkou na hradě byl vodovod, postavený podle návrhu dvorního rádce Johanna Wolfganga Kempelena, který důmyslným zařízením dokázal dopravit vodu z Dunaje na hrad.

### Úpadek hradu
Období panování Marie Terezie a působení Alberta Saského ve funkci místodržícího znamenalo pro Bratislavský hrad epochu jeho největší, ale současně poslední poststředověké slávy. Po smrti panovnice v roce 1780 nastoupil na její místo syn Josef II., který ihned po nástupu na trůn začal s reformami země a ty neminuly ani Bratislavu. K jedním z prvních císařových rozhodnutí bylo zrušení místodržitelství a přesunutí zemských úřadů do Budína s čímž souvisel odchod Alberta Saského a jeho manželky z Bratislavy.

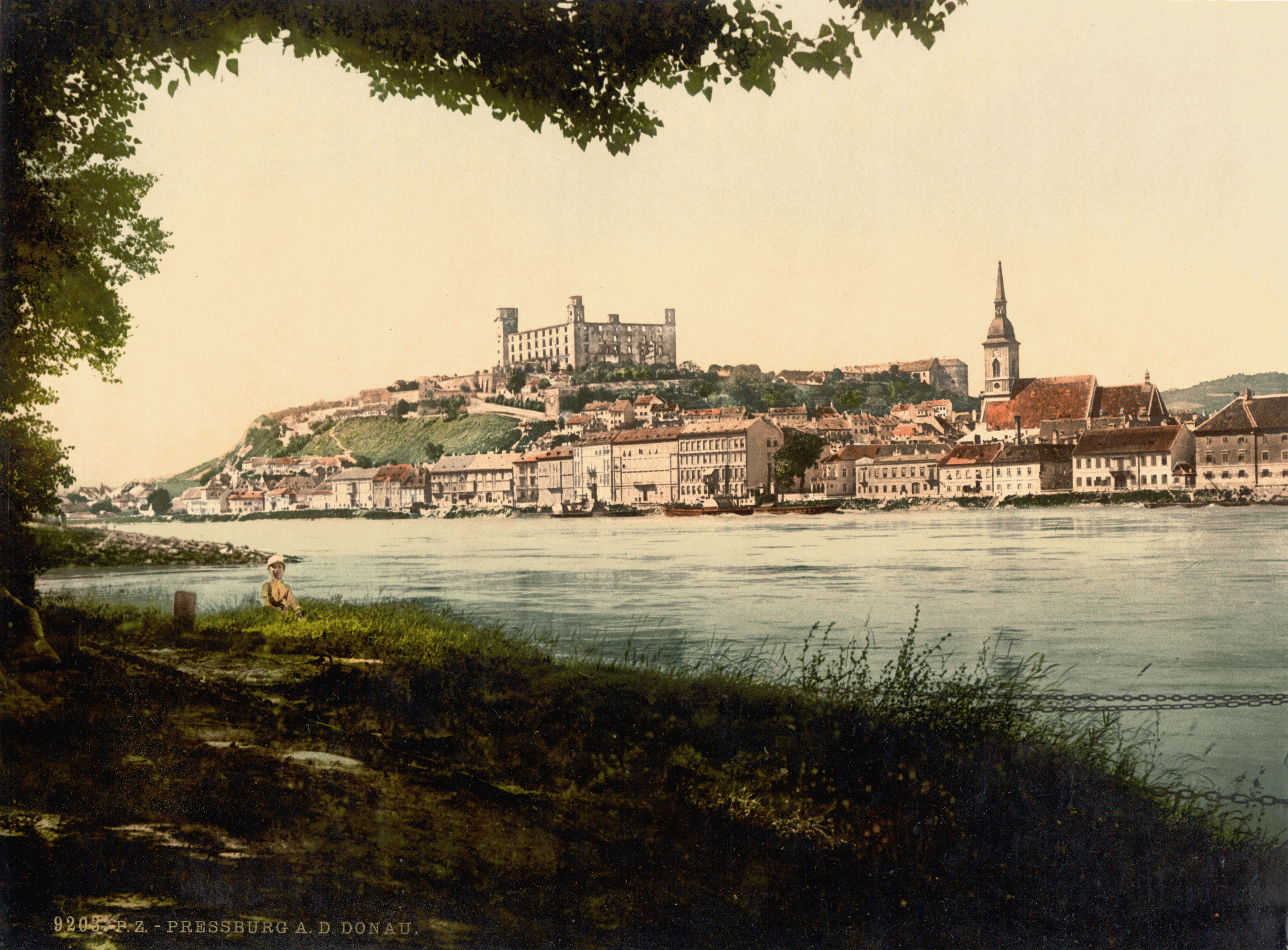
Podoba města a hradu na přelomu 19. a 20. století

Bratislavský hrad byl jako nepotřebný majetek prohlášen za erár. V roce 1783, v rámci školské reformy, bylo rozhodnuto, že hrad bude adaptován pro potřeby generálního semináře. Pro palác, Terezianum i ostatní prostory hradu to znamenalo další stavební úpravy. Necitlivým zásahem byly poškozeny nebo zničeny mnohé cenné součásti výzdoby interiérů.
Po osmnácti letech fungování semináře na Bratislavském hradě, které znamenaly pro slovenskou historii velký přínos (studovalo zde několik významných osobností a vzdělanců, např. Anton Bernolák či Juraj Fándly) byl však seminář zrušen. Tímto okamžikem nastalo pro Bratislavský hrad jako historickou památku období nezadržitelného úpadku.
První ranou osudu bylo v roce 1802 přidělení hradu vojenské správě. V krátkém čase se cenné rokokové prostory paláce proměnily na ubytovny vojáků.
Bratislava a hrad utrpěly citelné škody během napoleonských válek v roce 1809, kdy se hrad stal terčem francouzského dělostřelectva. Dílo zkázy završil obrovský požár, který z nedbalosti vojáků vypukl v paláci 28. května 1811. Kromě obětí na životech (zahynulo devět lidí) mu podlehla celá stavba paláce, Terezianum, jakož i mnoho budov v areálu hradu i v podhradí (údajně popelem lehlo až sedmdesát sedm budov mimo hradní areál). Noviny Pressburger Zeitung 31. května 1811 událost komentovaly:
| „ | Datum 28. květen 1811 zůstane nejen v letopisech Bratislavy, ale i celého Uherska smutné a nezapomenutelné. V tomto nádherném královském zámku, který patřil k pýše města a celé země, vypukl 28. května těsně před svítáním z nevyzpytatelných příčin na více místech oheň, který brzy zachvátil střechu až tak, že tato kolosální budova byla najednou celá v plamenech. | “ |

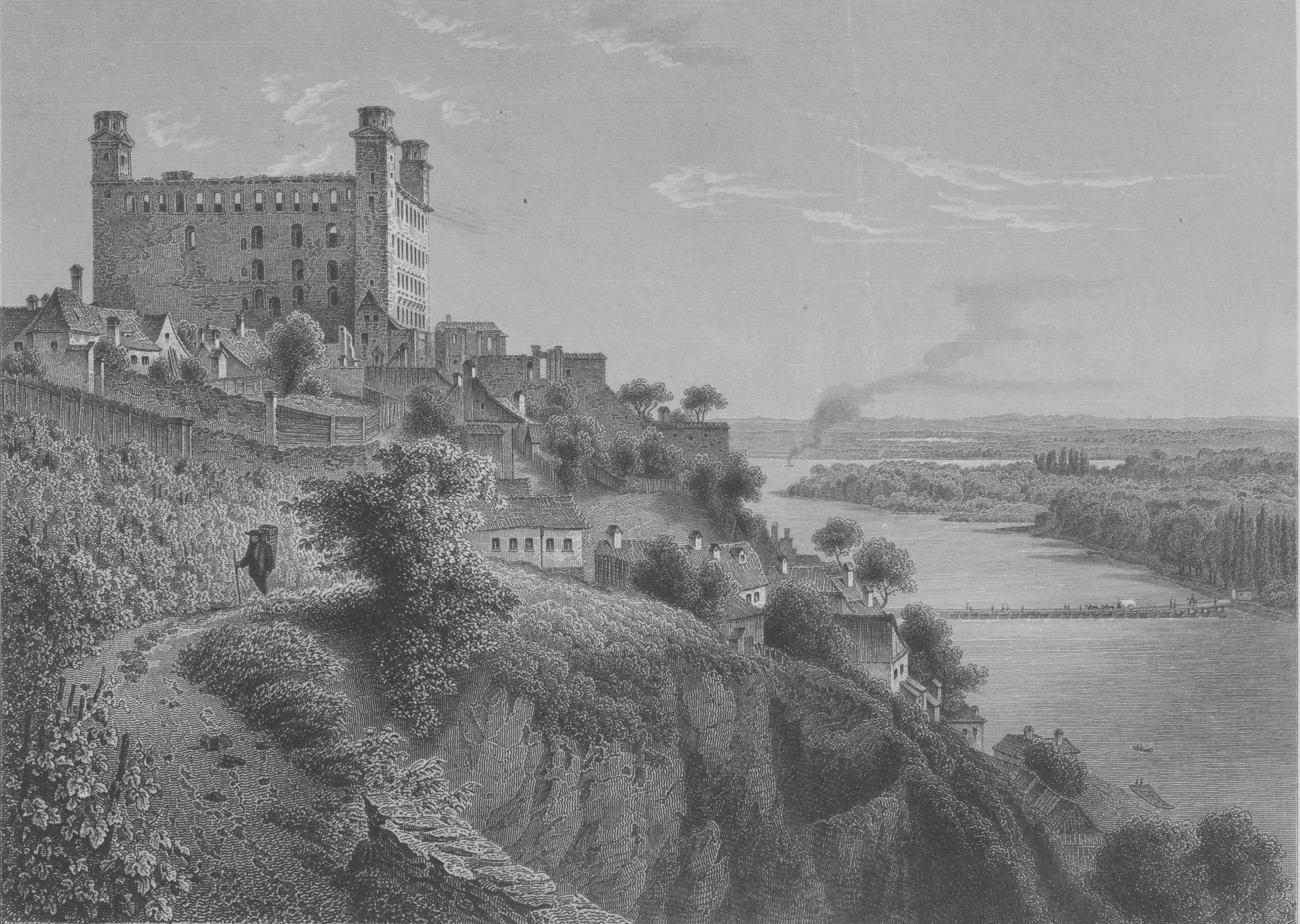
Bratislavský hrad již jako zřícenina na rytině z roku 1864

I když ve ztížených podmínkách, přece zůstal hrad využíván armádou (zůstala zde nakonec až do poloviny 20. století), která se zde zařídila jako v polních podmínkách. Zachráněné prostory byly adaptovány na nové účely, byly zřízeny nové komunikace, v areálu vznikly pozice dělostřelectva doplněné palisádovými ohradami.
Vojenské využití dostaly hradní ruiny i během první a druhé světové války. Tehdy bylo pod úrovní čestného nádvoří vybudováno železobetonové pozorovací stanoviště s výhledem na Dunaj. Takto se hrad dočkal osvobození Bratislavy Rudou armádou po bojích 2. až 4. dubna 1945. Od 8. května 1945 zde bylo prozatímní sídlo vlády Československa.
Po odebrání prostor hradu vojenské správě se nastolila otázka jeho další existence. Již v roce 1946 byly zpřístupněny prostory velkého nádvoří. O dva roky nato snaha města o využití velkého prostranství vedla ke zřízení letního kina na severní terase.

### Obnova hradu

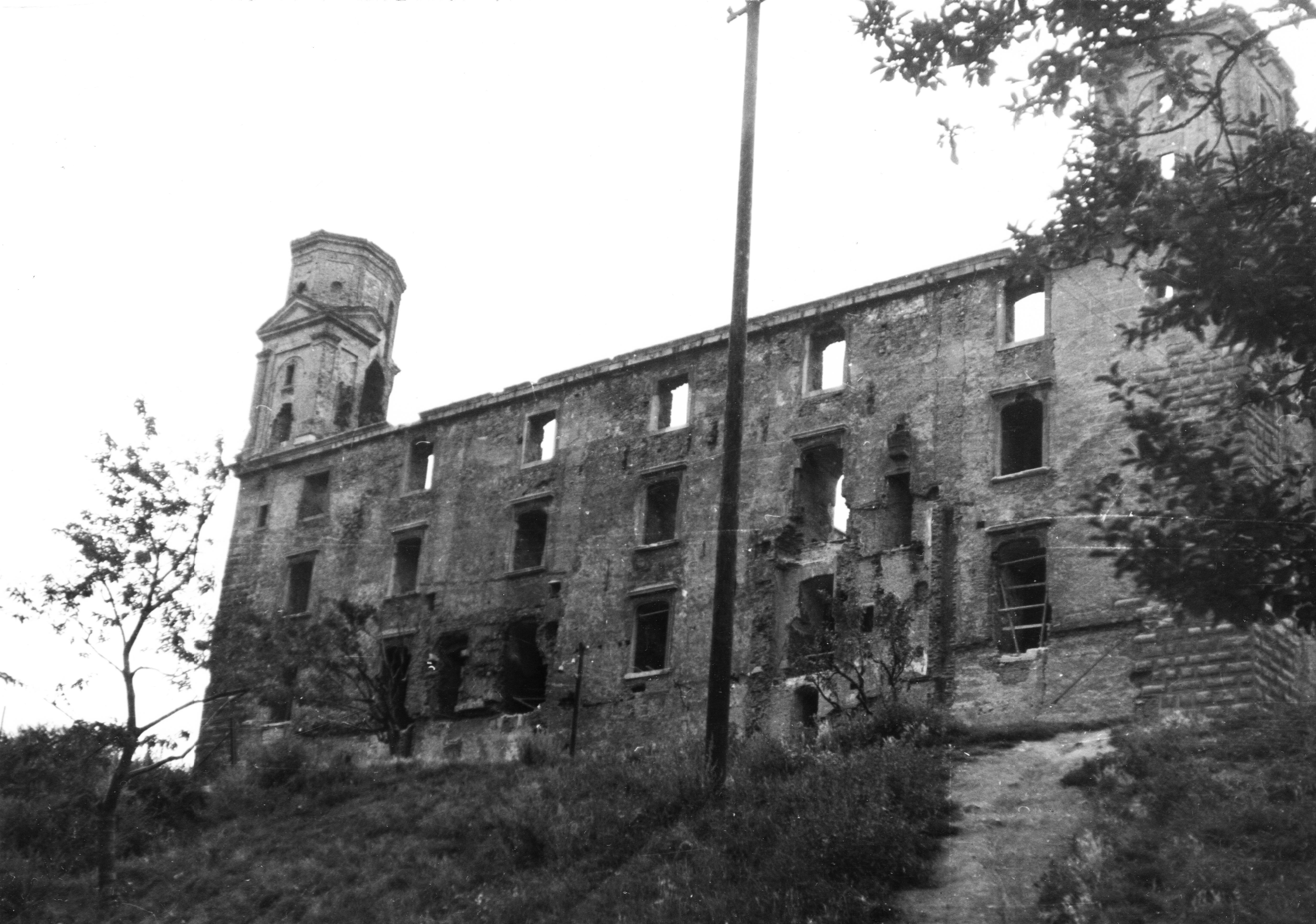
Hrad v roce 1947

Už v 19. století se objevovaly snahy o záchranu hradní ruiny, většinou však ojedinělé. Kromě samotné rekonstrukce se ozývaly hlasy s otázkou o jeho dalším využití. Po návrhu využití hradního paláce pro župní archiv či pro fakulty Univerzity Komenského se v letech 1936–1937 objevily návrhy hrad zbourat a na jeho místě postavit budovu zemské politické správy Slovenska. Všechny tyto aktivity zmařil rozpad republiky v roce 1939.
Hrad však dále chátral a obyvatelé města se obávali jeho celkové destrukce, což by znamenalo zánik charakteristického rysu panoramatu města. Tlak veřejnosti nakonec vyústil v roce 1942 do vypsáno mezinárodní architektonické soutěže. Většina architektů se přiklonila k myšlence odstranění ruiny a její nahrazení volně chápanou kopií, případně novou architekturou.
Všechny návrhy však zůstaly pouze na papíře a drtivá většina odborných diskusí se přikláněla k názoru hrad zachránit. Navzdory několika kvalitativně rozdílným snahám o záchranu ruiny hradu se k takovému vážnému kroku mohlo přistoupit až po skončení druhé světové války. Strnulá zřícenina s vážně poškozeným zdivem ostře kontrastovala se životem pulzujícím městem pod ní.

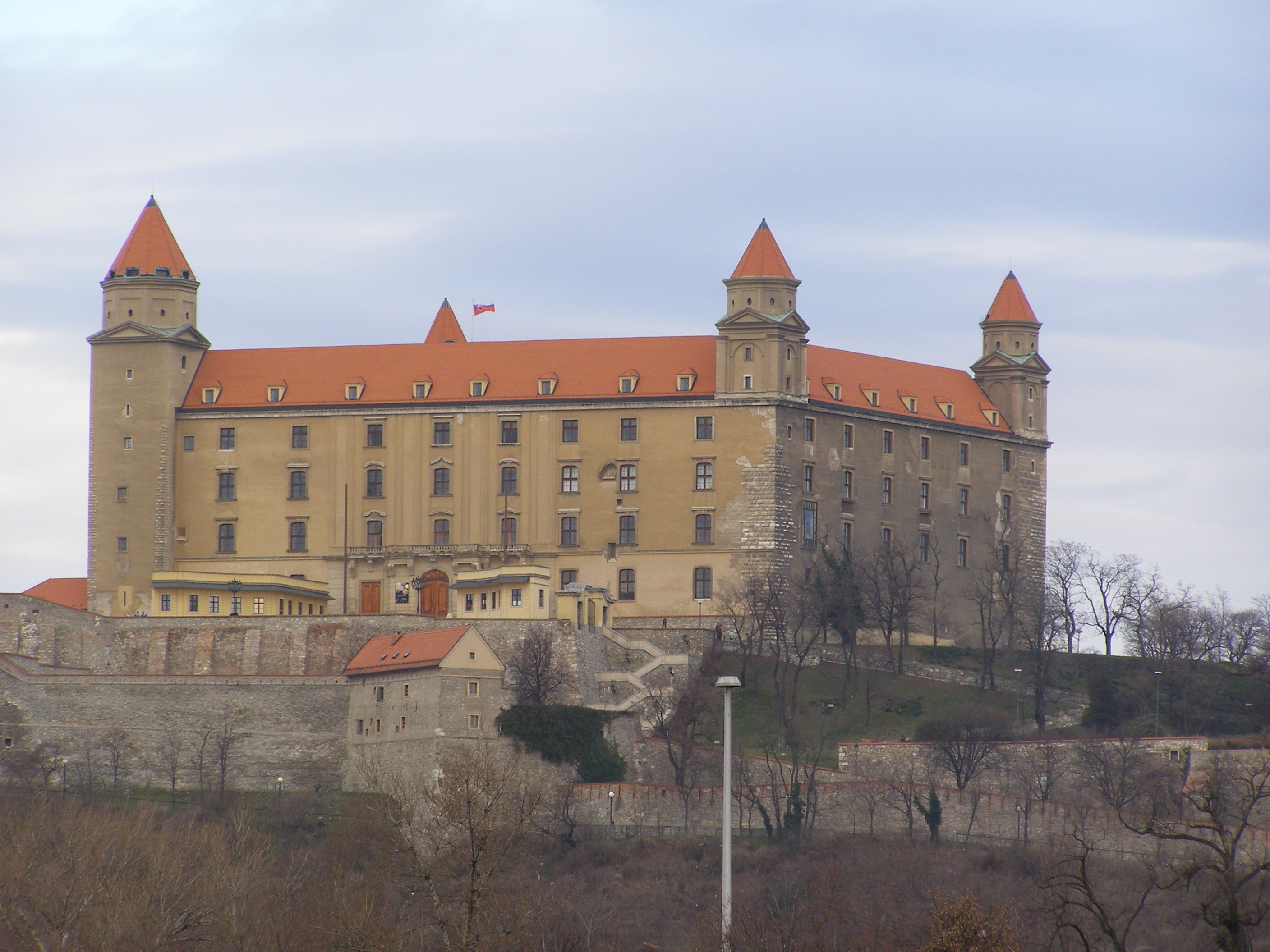
Královský palác tvoří dominantu hradního areálu. Stav z roku 2006 (před rekonstrukcí)

Průzkumu hradní akropole se v roce 1953 ujal tehdejší vedoucí Katedry vývoje architektury stavební fakulty SVŠT Alfréd Piffl. Práce se na začátku zaměřily hlavně na odstraňování závalů, vyčištění areálu a třídění materiálu. A. Piffl zjistil, že zdivo je stále v dobrém stavu a podal návrh na jeho opravu. Současně vytvořil předběžnou kalkulaci rekonstrukce. Prosadit tuto myšlenku nebylo snadné. Nakonec se to Pifflovi s podporou malíře Janka Alexyho podařilo. Bylo rozhodnuto o komplexní rekonstrukci hradu, jejímž východiskem měla být podoba hradu z doby poslední přestavby v 18. století. V roce 1956 se přistoupilo k samotným stavebním pracím podle projektů Alfréda Piffla a Dušana Martinčeka s jeho spolupracovníky. Souběžně pokračoval archeologicko-architektonický výzkum.
Hlavní zaměření stavebních prací se soustředilo na palác, kde se předpokládalo jeho využití pro expozice Slovenského národního muzea. Až v roce 1964 se rozhodlo, že část prostor dostane reprezentační využití. Rekonstrukce hradního paláce byla dokončena v roce 1968. Nová podoba paláce vycházela z jeho tereziánské přestavby v 18. století, ve spojení s prezentací některých starších nálezů a novými, moderními prvky. Práce na obnově celého areálu trvaly do osmdesátých let 20. století.
V roce 2008 započala rozsáhlá trojetapová rekonstrukce celého hradního areálu, největší od poválečné obnovy hradu. Poslední etapa má být dokončena v roce 2021.[potřebuje aktualizovat] K roku 2018 bylo na rekonstrukci vynaloženo kolem 118 milionů Eur (cca 3 miliardy Kč).

## Současnost hradu
Dnešní využití Bratislavského hradu důstojně navazuje na jeho historický odkaz. Kromě expozic Historického oddělení Slovenského národního muzea je část prostor využívána pro reprezentační a státní účely.
Prostor samotného hradního areálu je v hojné míře využíván obyvateli i návštěvníky Bratislavy k vycházkám s možností pěkných výhledů na historické jádro města, Dunaj a městskou část Petržalka.
Bratislavský hrad byl pro svůj nesporný historicko-architektonický přínos jako jedna z prvních historických památek na Slovensku vyhlášen v roce 1961 za národní kulturní památku číslo 1.

## Bratislavský hrad v kontextu historických událostí
Už stručný přehled vývoje hradu dokumentuje stálý zájem o jeho prostor. Téměř každá z historických epoch mnoha významnými událostmi zasáhla do dějin hradu a jeho nejbližšího okolí.

### První zpráva o hradu
Poprvé se jméno bratislavského hradu vzpomíná v souvislosti s důležitou událostí v roce 907. Jde o první písemnou zprávu o existenci zdejšího hradiště. Tzv. Salcburské letopisy popisují bojové setkání vojsk bavorského markraběte Luitpolda a starých Maďarů pod hradem s názvem Brezalauspurch. 4. července 907 v této bitvě Bavoři utrpěli porážku, která odstartovala expanzi Maďarů ve východní části Velké Moravy.
O necelých sto let se toto území stalo součástí mnohonárodního státu Uherského království a už za jeho prvního krále Štěpána I. se Bratislavský hrad stal článkem sítě strážních hradů a pevností na západní hranici země.

### Hrad součástí pohraniční obranné linie
Hrad byl mnohokrát vystaven nájezdům cizích vojsk, které využívaly situace, kdy byla vnitřní soudržnost země oslabena. Častými případy byly boje o uherskou korunu. V roce 1030 se musel bránit útoku spojených armád německého krále Konráda II. a českého knížete Břetislava I. V roce 1042 přežil dvouměsíční neúspěšné obléhání německého císaře Jindřicha III. L. Kemény v knize Bratislavský hrad a Podhradie přináší krátkou pasáž o této události:
| „ | ... německý císař Jindřich v zájmu Petra, sesazeného z uherského trůnu, vyrazil s vojskem proti králi Ondřejovi a přitom tvrdě zaútočil i na Prešporok. Císař ostřeloval hradby z katapultů, ale mezi obránci byl šikovný a udatný Zothmund, který pod pláštíkem noční tmy provrtal císařovy galéry a ty se spolu s výzbrojí potopily. | “ |

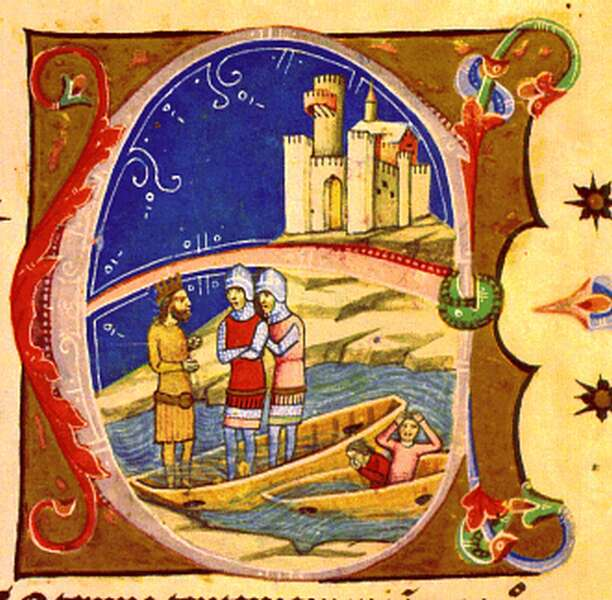
Německý císař Jindřich III. při obléhání Bratislavského hradu. Miniatura v iniciále E z Vídeňské obrázkové kroniky z r. 1358

Když za vlády krále Kolomana vtrhl v roce 1108 do Uher německý král Jindřich V., hrad se mu úspěšně ubránil. O kvalitě jeho opevnění svědčí fakt, že ani při obléhání v roce 1146 se saským a bavorským oddílům nepodařilo hrad dobýt přímým útokem (zmocnili se ho nakonec lstí). Obsazený hrad byl nucen král Gejza II. vykoupit.
Bratislavský hrad a podhradí byly nejen dějišti bojů mezi německými a uherskými vojsky, ale také svědky vnitřních zápasů příslušníků uherské vládnoucí dynastie. Když v roce 1074 Gejza I. a Ladislav I. sesadili z trůnu svého bratrance Šalomouna, ten se před nimi opevnil na hradě, kde jistý čas odolával jejich útokům.
Za panování krále Bély III. se na hradě odehrála významná událost. Béla, sídlící již v Ostřihomi, podpořil výzvu papeže Řehoře VIII. o prohlášení křižácké výpravy a přislíbil účast Uherska na ní. Při této příležitosti se Bratislavský hrad a jeho okolí změnily na shromaždiště křižáckých vojsk před jejich odchodem do Svaté země. V roce 1189 dovedl svá vojska do Bratislavy i německý císař Fridrich I. Barbarossa, který tudy vedl svou výpravu z Řezna podél Dunaje na východ. Zde se k jeho šikům připojili rytíři z Čech a Uherska. Traduje se, že zde před další cestou –⁠ z níž se však již nevrátil –⁠ světil svatodušní svátky. Odtud část vojsk plula na východ po Dunaji, větší část však postupovala po obou březích řeky.
Jiná významná událost dějinného významu se váže k hradu a roku 1207. Podle dobových svědectví se 7. července toho roku narodila na Bratislavském hradě králi Ondřejovi II. dcera Alžbeta, pozdější uherská světice.
V druhé polovině 13. století se hrad dostal do zástavy českého krále Přemysla Otakara II. po obsazení části západního Slovenska v roce 1271. Po obsazení hradu však Přemyslem dosazený správce odepřel králi poslušnost, což vyvolalo nové obléhání města a hradního vrchu v roce 1273. Situace se změnila, když byl Přemysl Otakar II. nucen kvůli politickým problémům ve vlastní zemi Uhersko opustit.
Ještě na konci téhož století hrad opět měnil majitele. Stal se jím velmož Mikuláš z Kyseku (Güssingu) a hrad v roce 1286 násilně obsadil. Neudržel se však na něm. V samém závěru 13. století se na hradě vystřídali ještě dva majitelé: v roce 1287 Bratislavský a nedaleký Plavecký hrad získal rakouský vévoda Albrecht I., proti kterému vojensky zakročil „pán Váhu a Tater“ Matúš Čák Trenčanský. V roce 1291 získal nejen hrad ale stal se i bratislavským županem.
Počátkem devadesátých let 13. století nastala významná změna ve vztahu hradu k poddanským osadám. V roce 1291 získalo nově vznikající město východně od hradní akropole králem Ondřejem III. městská privilegia. Nastoupilo cestu samostatného vývoje jako svobodné královské město. Část usedlostí zůstala nadále v poddanském vztahu k hradu jako jeho Podhradí.
Po neklidném 13. století se v roce 1302 Bratislava stala cílem nájezdů vévody Rudolfa III. Bratislavu a její okolí vymanily z rakouského plenění až v roce 1312 vojska krále Karla Roberta I. z Anjou, trvale se však bratislavská župa stala součástí koruny až v roce 1322.
Relativně klidné časy prožil hrad během téměř celého 14. století. V roce 1385 se hrad opět stal předmětem zástavy; tentokrát se věřiteli stali bratranci budoucího uherského krále Zikmunda Lucemburského moravská markrabata Jošt a Prokop. Díky úsilí Stibora ze Stibořic, pána Beckovského hradu a velkého Zikmundova přívržence, se hrad podařilo v roce 1389 vrátit do královské správy. Odměnou mu bylo bratislavské a v roce 1394 trenčínské županství. V souvislosti se Stiborem se předpokládá i stavební úprava Bratislavského hradu.

### Po moháčské katastrofě
Svou nejsvětlejší historii začal psát Bratislavský hrad v první polovině 16. století. Po porážce uherských vojsk u Moháče v srpnu roku 1526, kde zahynul i uherský král Ludvík II., před hrozbou postupujících tureckých hord uprchl budínský královský dvůr. Královna-vdova Marie Habsburská se s malým doprovodem vysokých zemských a církevních hodnostářů vydala směrem na Horní Uhry, do Bratislavy. Vezla s sebou i královský poklad a svaté relikvie.

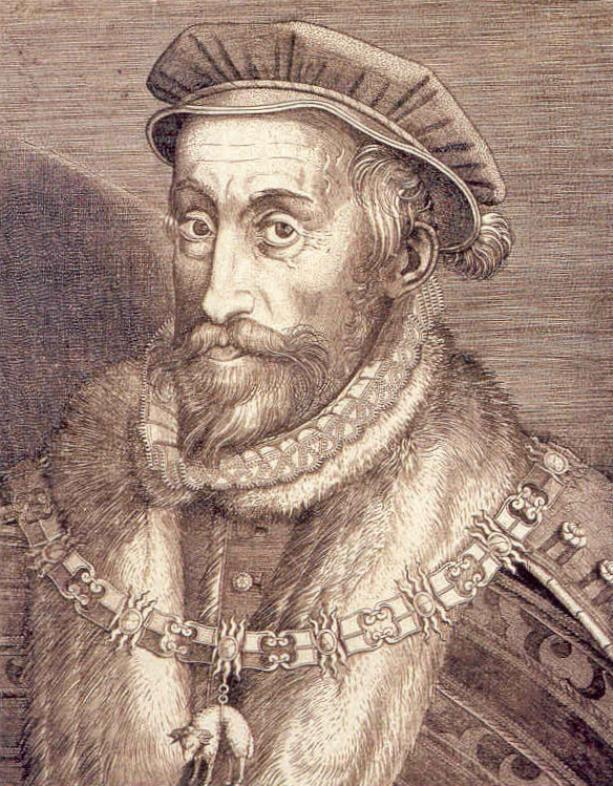
Maxmilián II. Byl prvním uherským králem korunovaným v Bratislavě (r. 1563). Bratislavský hrad se od toho času stal na tři sta let hlavním královským hradem v Uhersku.

Okamžitě po Ludvíkově smrti se rozpoutal mocenský zápas o uherskou korunu. Po přechodném období panování Jana Zápolského ji zásluhou Marie Habsburské získal definitivně její bratr, rakouský arcivévoda Ferdinand I.
Moháčská katastrofa byla paradoxně pro Bratislavu požehnáním. Město na Dunaji se na téměř tři sta let stalo novým hlavním a korunovačním městem Uherského království a hrad hlavním královským hradem v Uhersku. Hradní palác rázem dostal nové využití. Ubytovávali se zde nejvýznamnější účastníci zemských sněmů, včetně krále, již od roku 1552 byly v Korunní věži uloženy korunovační klenoty. Sídlily zde i některé zemské a župní úřady.
Hradní prostory vždy ožívaly nejen při příležitosti zasedání sněmu, ale zejména v souvislosti s přípravami a v průběhu konání korunovací. První (z celkem devatenácti) se konala v září 1563, kdy se uherským králem stal Ferdinandův nejstarší syn Maxmilián II.
V roce 1619 se nakrátko dostal hrad do rukou sedmihradského knížete Gabriela Bethlena, který ho obsadil během stavovského povstání proti Habsburkům. Již v následujícím roce však uzavřel s králem Ferdinandem II. mír a z města odtáhl.
Následující období se v historii hradu a města neslo v poklidném duchu. Rozruch vyvolaly nové vojenské akce tureckých vojsk v roce 1663. Turci směřovaly do Horních Uher a ve směru jejich tažení byla i Bratislava. K jejímu přímému ohrožení došlo však až v roce 1683, když na město táhla dvacetitisícová turecko-kurucká armáda, která zde chtěla překročit Dunaj a připojit se k obléhatelům Vídně. Kurucké jednotky Imricha Tökölyho obsadily město, nicméně hrad, bráněný pouze malou císařskou posádkou, se jim dobýt nepodařilo. Zásluhou císařského vévody Karla Lotrinského, který přišel obráncům hradu na pomoc, byly 29. září 1683 kurucké oddíly rozprášeny. Dva týdny předtím, 12. září 1683, Turci utrpěli definitivní porážku v bitvě u Vídně a byli nuceni ustoupit z celého Uherska.
V roce 1698 hostil hrad významnou postavu světových dějin –⁠ ruského cara Petra I. Šestadvacetiletý panovník tehdy podnikl poznávací cestu po západní Evropě. Na zpáteční cestě se zastavil ve Vídni u císaře Leopolda I. Chtěl vidět i Uhersko a jeho hlavní město. 18. července v uvedeném roce se vydal lodí po Dunaji na krátkou návštěvu Bratislavy a zůstal zde tři dny.
Hrad i nadále sloužil zasedáním župních úřadů, sněmu a korunovačním slavnostem, byly zde uschovány korunovační klenoty. Panovník se zde ubytovával při návštěvě Bratislavy. V přechodném období však byl na hradě pouze nezbytný počet služebnictva a hradní posádky.

### Od Marie Terezie po úpadek

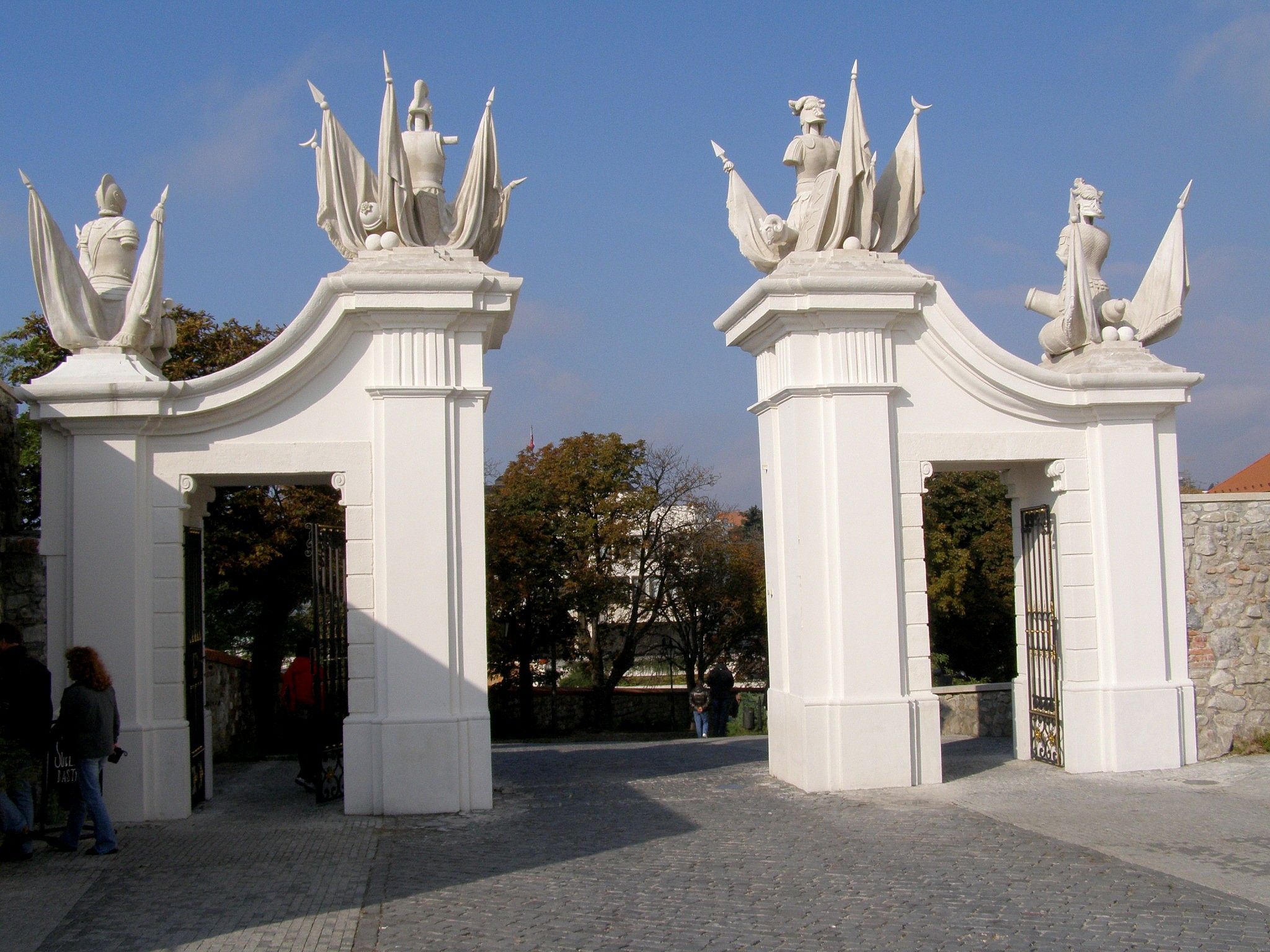
Barokní vítězná brána s kamennými plastikami trofejí uzavírá čestné nádvoří ze západní strany

Poslední skvělé období zažil Bratislavský hrad s nástupem královny Marie Terezie (v roce 1741). Během jejího pobytu v Bratislavě byla na hradě, nyní již přestavěném v novém barokním slohu na pohodlné šlechtické sídlo, ubytována a zde také přijímala zástupce stavů a zemských úřadů. Po neshodách s uherskými stavy na sněmu v roce 1751 se rozhodla zrušit úřad uherského palatina a na jeho místo jmenovat královského místodržícího. Za sídlo mu určila Bratislavský hrad. K realizaci tohoto rozhodnutí přišlo v roce 1765 když zemřel palatin Anton Esterházy a na jeho místo jmenovala jako místodržícího svého zetě Alberta Sasko-Těšínského, který se v následujícím roce i se svou manželkou nastěhoval do adaptovaných prostor královského paláce. Hrad se s příchodem uměnímilovného arcivévody stal místem setkávání umělců, ale i lékařů, právníků a vědců. Palácové síně vyzdobené díly předních evropských umělců dýchaly atmosférou přepychu. Mezi významnými osobnostmi se na hradě často objevoval skladatel Joseph Haydn či královský dvorní rádce a předseda uherské královské komory Anton I. Grasalkovič.
Po smrti Marie Terezie hrad architektonicky i významově upadal. Částečné oživení nastalo za vlády jejího syna Josefa II. zřízením generálního semináře. Po jeho zrušení v roce 1801 nastalo období totálního úpadku hradu završené požárem v roce 1811, když dva roky předtím byl hrad vystaven střelám francouzských děl při Napoleonově obléhání Bratislavy.

### Moderní dějiny

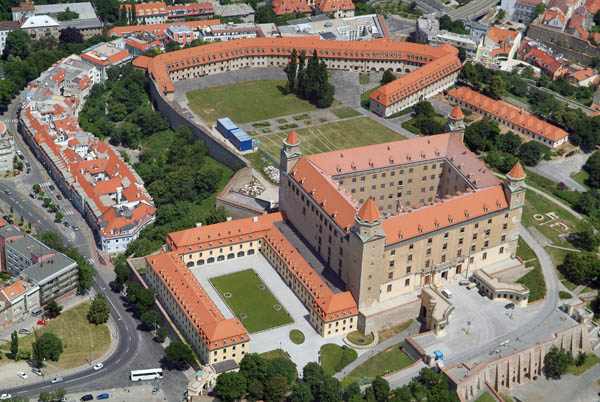
Letecký pohled na Bratislavský hrad ve stavu před poslední rekonstrukcí

Nové období dějin hradu nastalo v padesátých letech 20. století. Po předchozím statickém a archeologickém průzkumu se přistoupilo k záchraně hradních ruin. Po letech rekonstrukčních prací se hrad opět zaskvěl ve své někdejší kráse. Připadla mu čest zapsat se do novodobých dějin, tentokrát společného československého státu. V obnovených prostorách, v tzv. Síni federace, byl 30. října 1968 podepsaný Zákon o federativním uspořádání ČSSR.
Bratislavský hrad nemohly obejít ani události související se vznikem současné Slovenské republiky. Ještě před jejím vyhlášením byla 1. září 1992 v bývalém Rytířském sále (dnes Síň ústavy) slavnostně podepsána Ústava Slovenské republiky. Bratislavský hrad však nikdy nebyl využit k inauguraci slovenského prezidenta, kvůli malé kapacitě Rytierské siene. Ta byla však již několikrát využita u příležitosti předávání státních vyznamenání SR. V této souvislosti je třeba zmínit, že hrad se na jistý čas stal sídlem hlavy státu. (V současnosti Prezidentský - Grasalkovičův palác)
Významnou událostí spojenou s Bratislavským hradem bylo setkání nejvyšších představitelů Spojených států amerických a Ruska, prezidentů George Bushe a Vladimira Putina, které se zde uskutečnilo 24. 2. 2005 v rámci akce Slovakia Summit 2005. Dne 16. 9. 2016 byl Bratislavský hrad místem konání neformálního summitu Evropské unie, na kterém se setkali premiéři a prezidenti 27 zemí Evropské unie.

## Prohlídka hradu
Hradní areál zabírá temeno nevysokého vršku (maximální výška 213 m n. m.), tyčícího se na levobřežním výběžku nad Dunajem.
Do hradu lze v současnosti vstoupit třemi branami. Nejznámější a ve směru od Starého Města nejfrekventovanější je východní Zikmundova brána. Přístup k ní vede uličkami z podhradí (Beblavého ulicí příp. ulicí Zámecké schody).
Zikmundova brána, do 19. století mylně nazývaná Korvínova, je nejucelenější stavbou hradu z první poloviny 15. století. Je považována za jedno z vrcholných děl v oblasti středověké hradní architektury na Slovensku. Jde o věžovou stavbu na čtvercovém půdorysu s dobře zachovalými architektonickými prvky gotického stavebního slohu. Patří k nim např. profilovaný segmentový portál na východní fasádě, který je důkazem vysoké dovednosti a stavebního mistrovství jejích tvůrců.
Svůj vzhled brána výrazně změnila po roce 1802, kdy začal hradní areál sloužit jako kasárna. Tehdy bránu upravili pro potřeby strážnice. Průjezd byl horizontálně předělen na dva prostory. Do původního portálu byla zasazena nová brána a nad ní okno strážní místnosti. Rekonstrukce hradního areálu v 60. letech 20. století neminula ani Zikmundovu bránu a její nejbližší okolí. Tehdy byly nemilosrdně zbourány domy lemující přístupovou cestu k bráně, bez ohledu na jejich výtvarné či historické kvality.
Za věží je po pravé straně zachována část původního mezibrání s konzolami.
Stoupajíce vzhůru se návštěvník dostane nejprve na tzv. Leopoldovo nádvoří ze 17. století, kde zaujme po levé straně do bastionu vestavěný dům, sloužící původně pro důstojníky hradní gardy střežící korunovační klenoty. Ústředním prostorem jižní terasy hradu je čestné nádvoří, kterým se vstupuje přímo do hradního paláce.

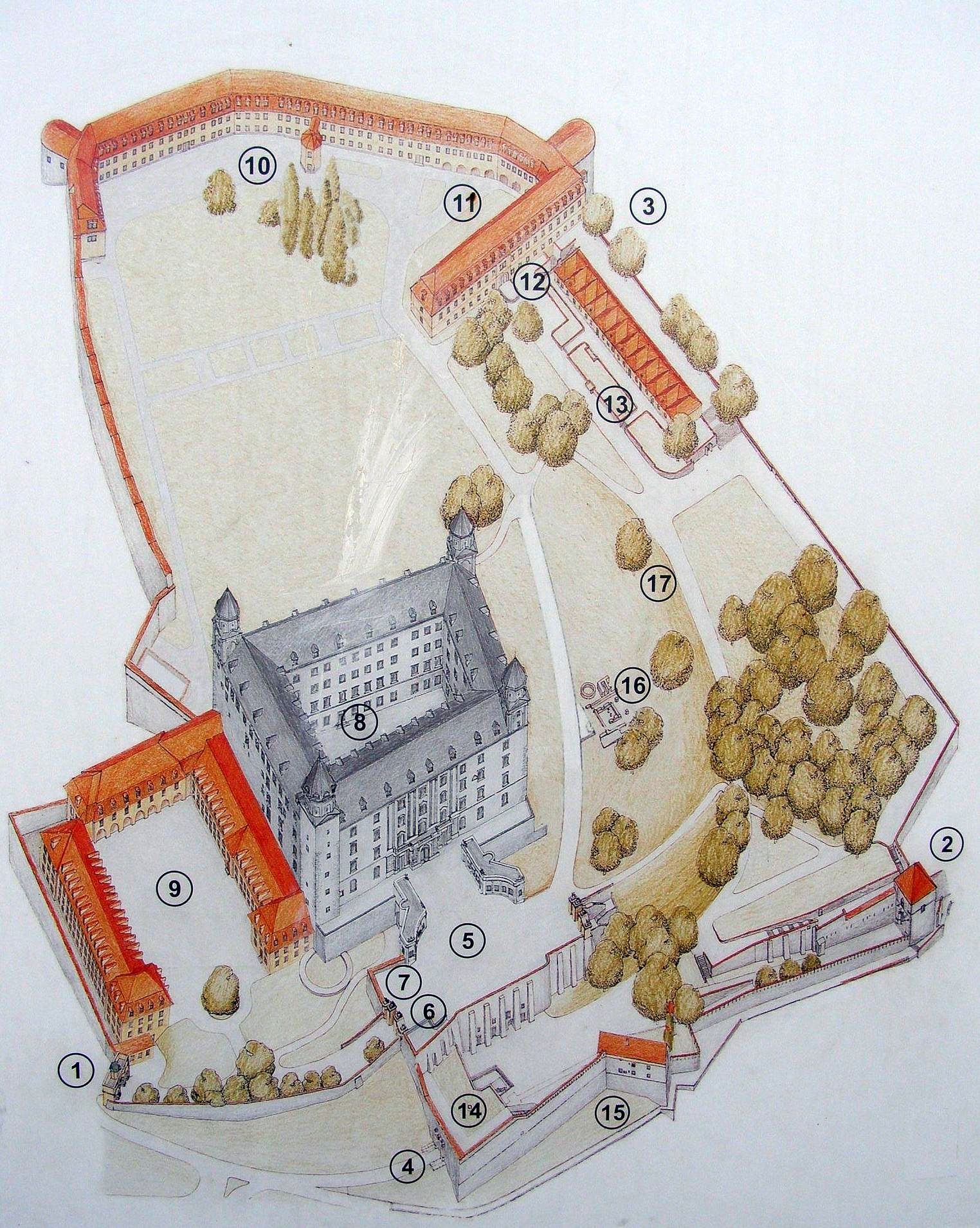
Plán Bratislavského hradu (informační panel v areálu hradu):1 –⁠ Vídeňská brána
2 –⁠ Zikmundova brána
3 –⁠ Mikulášská brána
4 –⁠ Leopoldova brána
5 –⁠ Čestné nádvoří
6 –⁠ Vyhlídkový bastion
7 –⁠ Suterén pod Čestným nádvořím
8 –⁠ Královský palác
9 –⁠ Budovy na západní terase
10 –⁠ Budova na severních hradbách
11 –⁠ Bašta Luginsland
12 –⁠ Budova u Mikulášské brány
13 –⁠ Hradní vinárna
14 –⁠ Jihozápadní bastion
15 –⁠ Dům v jižním bastionu
16 –⁠ Základy velkomoravské baziliky z 9. století a kostela Nejsv. Spasitele z 11. století
17 –⁠ Cisterna

Barokní nádvoří svou dnešní podobu získalo během tereziánské přestavby v druhé polovině 18. století. Opěrná zeď a vysoký násep tehdy překryly starší vstupní objekty. Vznikl tak jedinečný slavnostní, přísně symetrický prostor s uceleným architektonickým vzezřením. Doplňují jej dvě vítězné brány s kamennými trofejními sousošími. Do brány paláce se vchází mezi budovami někdejších strážnic.
Královský palác je ústřední stavbou hradního areálu dotvářející panorama hradního vrchu. Předchůdkyní dnešní stavby pocházející z dob tereziánské přestavby v druhé polovině 18. století byl gotický palác Zikmunda Lucemburského z první třetiny 15. století a pozdější renesanční palác z poloviny 16. století.

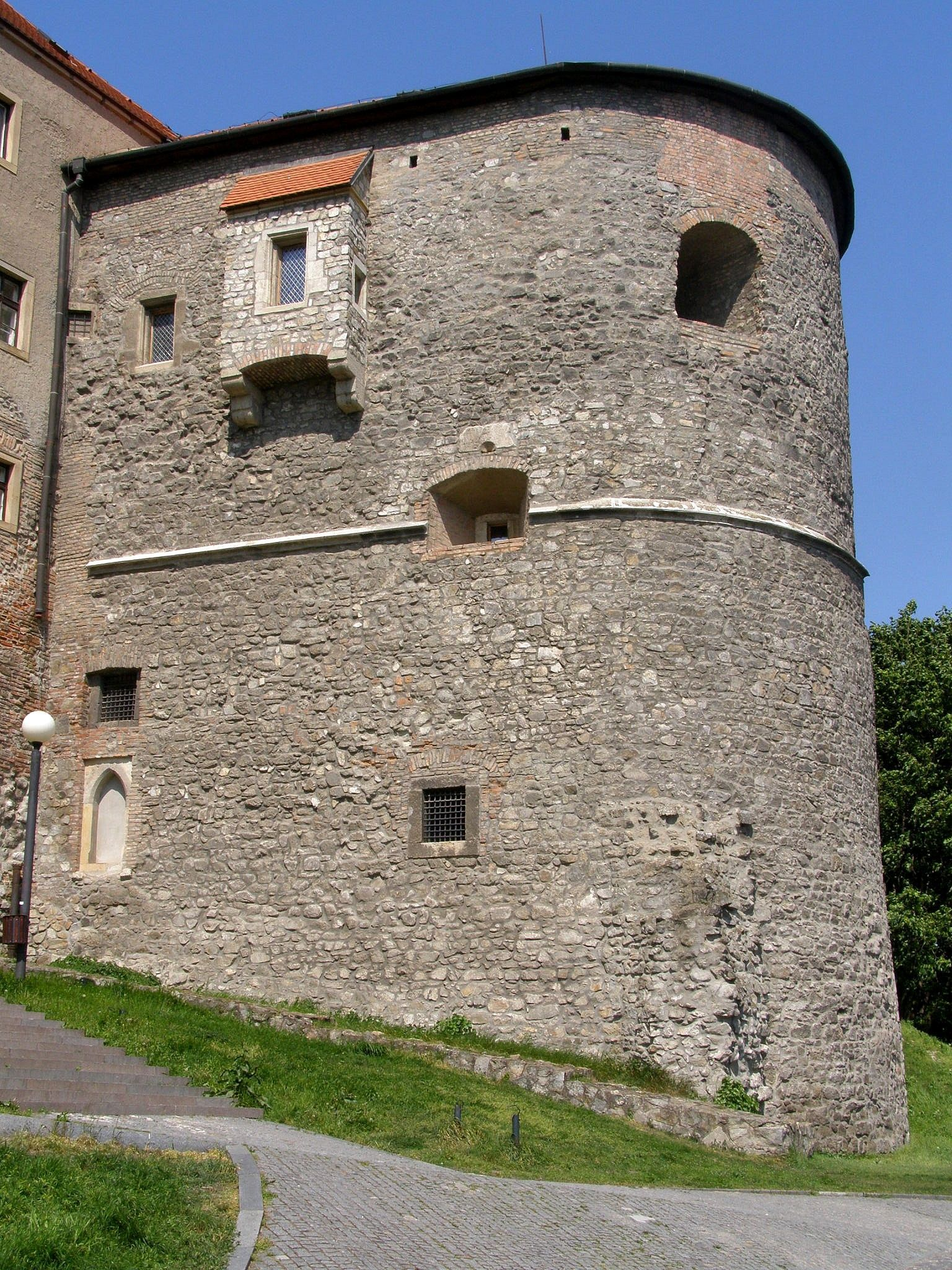
Bašta Luginsland je součástí východního opevnění

Vlevo od paláce, na západní terase hradu, se nachází trojkřídlá jednopatrová budova, původně sloužící jako stáje, vozovny a byty pro služebnictvo, dnes využívána jako kanceláře poslanců Národní rady Slovenské republiky.
Východně od čestného nádvoří se při paláci nachází náznaková rekonstrukce objevených základů trojlodní baziliky z 9. století, věže z 10. století a kostela nejsvětějšího Spasitele z 11. století. Tento prostor doplňuje na vysokém podstavci umístěna socha sedícího Krista korunovaného trním, pravděpodobně součást někdejší Kalvárie v Podhradí (na Mikulášské ulici), která vznikla v polovině 18. století. Na toto místo se sloup se sochou dostal z prostoru před vídeňskou bránou. Těsně u východních hradbách dal Řád svaté Alžběty v roce 2000 umístit bronzové sousoší svaté Alžběty se žebrákem (dílo italského sochaře Norberta Salaia), jako připomínku roku 1207, kdy se na Bratislavském hradě tato uherská princezna a pozdější světice narodila.
Západní Vídeňská brána (zvaná i Karlova) pochází z roku 1712, kdy byla postavena u příležitosti korunovace Karla III. (Otce Marie Terezie) za uherského krále. V době, kdy hradní areál plnil funkci kasáren byla brána v horní části doplněna německým a maďarským nápisem: K a K. Schlossberg Kaserne resp. CS. es KIR. Várhegy LAKTANYA tj. Císařská a královská kasárna na Hradním vrchu. Vpravo před branou stály nápadné mechanické hodiny v kovové schránce s dlouhým kyvadlem.
Dnes je Vídeňská brána hlavní přístupovou branou do hradu.
Z podhradí se do hradu vstupuje Mikulášskou brankou, úzkým průchodem ve východních hradbách. Vpravo od branky stojí bašta s výrazným arkýřem zvaná Luginsland. Po projetí branky se dostaneme na východní terasu hradu, kde stojí přízemní budova bývalých královských stájí, dnes hradní vinárna. Při cestě na horní terasu se nachází hradní cisterna z 18. století.
Poslední z bran (jedinou, která neslouží veřejnosti) je Leopoldova, pocházející z roku 1674, z dob přestavby hradního opevnění během panování krále Leopolda I. Předpokládá se, že ji projektoval svého času hlavní císařský architekt Lodovico Ottavio Burnacini. Je postavena z lomového kamene. Vrchní ukončení tvoří římsa, kterou zdobí tři kamenné koule; na obloukem je umístěn císařský erb. Pravděpodobně byla opatřena padacím mostem, což dosvědčují dva postranní otvory v horní části, ve kterých byly upevněny řetězy. Jméno stavebníka a rok výstavby připomíná nápis pod římsou. Svou funkci hlavní vstupní brány do hradu plnila až do postavení Karlovy brány v roce 1712, kdy ji jako nepotřebnou zazdili.

## Hrad jako umělecký objekt
Bratislavský hrad je od středověku velmi vděčným uměleckým objektem, ať už z pohledu výskytu v historických souvislostech nebo jako krajinářský objekt.

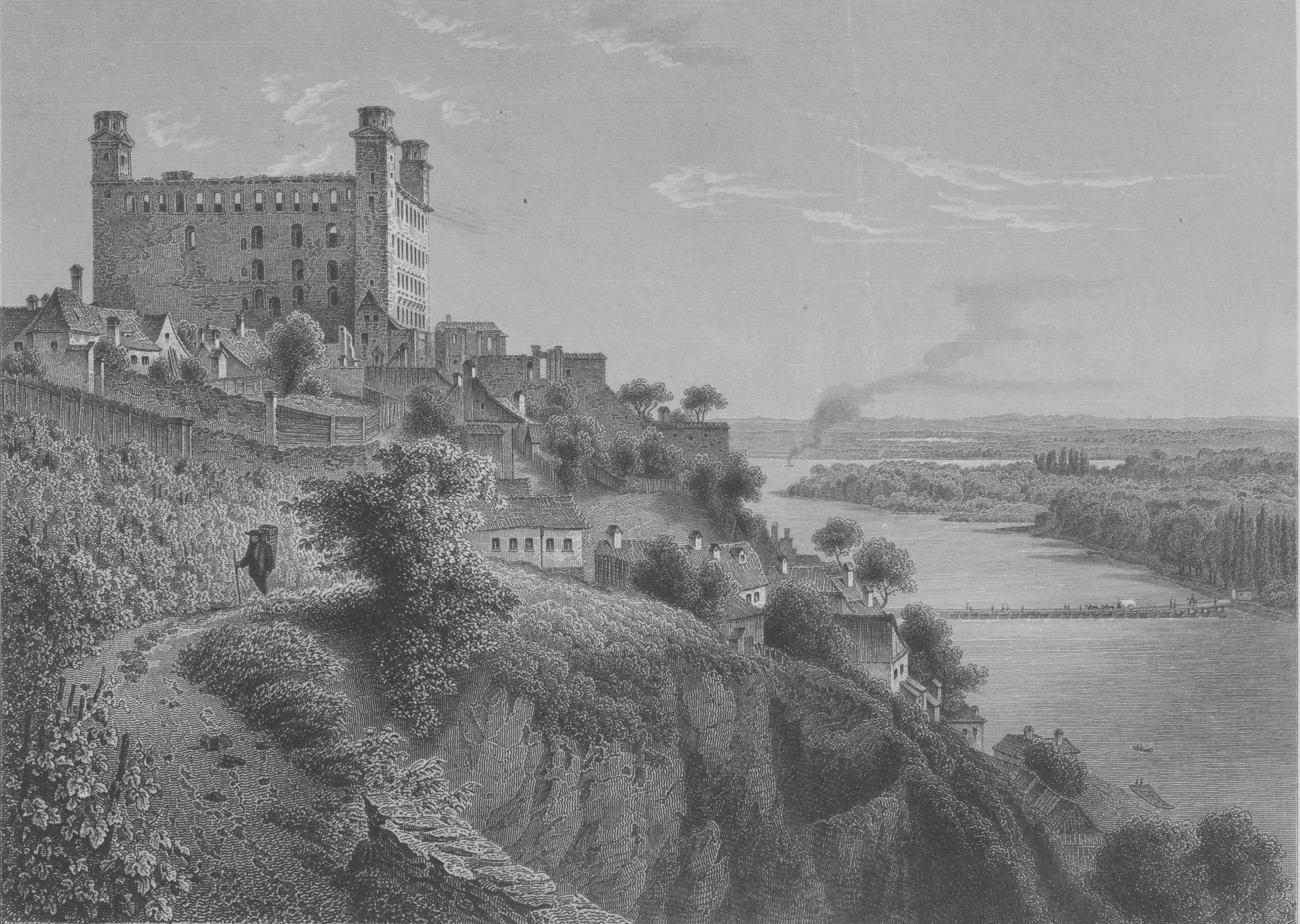
Hrad a Podhradie v polovině 19. století. Vyobrazení v díle Bratislava –⁠ Stavební obraz města a hradu Václava a Dobroslav Mencelových z roku 1936

Nejstarší vyobrazení Bratislavského hradu se nachází v tzv. Vídeňské obrázkové kronice vydané v Székesfehérváru v roce 1358. V kronice zachycující dějiny Uherska začátku druhé poloviny 14. století je na dvou, z téměř sto padesáti miniatur a iniciál, zachycené vyobrazení Bratislavského hradu. Na jednom z obrazů zpoza opevnění vyčnívá vysoká věž a hranolová budova s přístavbou, druhý obraz se váže k obléhání hradu německým císařem Jindřichem III. V roce 1052. Zde vidíme tři stojící postavy (krále a dvou rytířů) a dvou obránců hradu ve vodě při navrtávání německých lodí kotvících na Dunaji.
Několik historických kreseb, litografií či rytin s motivem hradu se váže ke konkrétní události, např. rytina J. Horzmüllera z roku 1608 zachycující korunovaci Matyáše II. nebo rytina G. Boutattsa vytvořena v roce 1622 u příležitosti korunovace Leopolda I. Z několika vyobrazení se dozvídáme o vzhledu hradu v konkrétních historických obdobích, např. rytina M. Meriana z roku 1608 s pohledem na Bratislavu a hrad ze severu; zajímavou rytinou pocházející z roku 1663 je plán vojenského architekta Jozefa Priamiho s návrhem nikdy nerealizovaného opevnění hradu ve tvaru osmicípé hvězdy.
K vzácným vyobrazením hradu patří ty, které zachycují již neexistující stavby v jeho okolí, příp. dobové, dávno zaniklé scenérie. Jedním z takových je vyobrazení hradu z 19. století s každoročně stavěným pontonovým mostem přes Dunaj. Na kolorovaném leptu z roku 1800 je vidět dnes již neexistující východní přístavba hradu, Terezianum.
Navzdory zkáze, kterou způsobil v roce 1811 požár, se ruiny hradního paláce vícekrát objevily na dobových pohlednicích jako krajinářská kulisa. Pohlednice, stejně jako historické fotografie jsou neocenitelným svědectvím doby, díky kterému máme představu o vzhledu hradu do doby jeho obnovy.